# Liste der Baudenkmale in Helmstedt – Innenstadt Straßen A – K
In der Liste der Baudenkmale in Helmstedt – Innenstadt Straßen A – K sind alle Baudenkmale in der Innenstadt der niedersächsischen Stadt Helmstedt in den Straßen mit Anfangsbuchstaben A bis K aufgelistet. Die Quelle der Baudenkmale ist der Denkmalatlas Niedersachsen. Der Stand der Liste ist der 2. Dezember 2022.

## Allgemein
In den Spalten befinden sich folgende Informationen:
- Lage: die Adresse des Baudenkmales und die geographischen Koordinaten. Kartenansicht, um Koordinaten zu setzen. In der Kartenansicht sind Baudenkmale ohne Koordinaten mit einem roten Marker dargestellt und können in der Karte gesetzt werden. Baudenkmale ohne Bild sind mit einem blauen Marker gekennzeichnet, Baudenkmale mit Bild mit einem grünen Marker.
- Bezeichnung: Bezeichnung des Baudenkmales
- Beschreibung: die Beschreibung des Baudenkmales. Unter § 3 Abs. 2 NDSchG werden Einzeldenkmale und unter § 3 Abs. 3 NDSchG Gruppen baulicher Anlagen und deren Bestandteile ausgewiesen.
- ID: die Objekt-ID des Baudenkmales
- Bild: ein Bild des Baudenkmales, ggf. zusätzlich mit einem Link zu weiteren Fotos des Baudenkmals im Medienarchiv Wikimedia Commons. Wenn man auf das Kamerasymbol klickt, können Fotos zu Baudenkmalen aus dieser Liste hochgeladen werden:

Aufgrund der großen Anzahl an Baudenkmalen wurden mehrere Teillisten erstellt:
| Liste                                                         | Bereich |
| ------------------------------------------------------------- | --- |
| Liste der Baudenkmale in Helmstedt – Innenstadt Straßen A – K | Straßen in der Stadt Helmstedt innerhalb des Wallringes (Batteriewall, Schützenwall, Langer Wall, Kleiner Wall) beginnend mit A – K |
| Liste der Baudenkmale in Helmstedt – Innenstadt Straßen L – Z | Straßen in der Stadt Helmstedt innerhalb des Wallringes (Batteriewall, Schützenwall, Langer Wall, Kleiner Wall) beginnend mit L – Z |
| Liste der Baudenkmale in Helmstedt – Äußere Innenstadt        | Straßen in der Stadt Helmstedt außerhalb des Wallringes (Batteriewall, Schützenwall, Langer Wall, Kleiner Wall)                     |
| Liste der Baudenkmale in Helmstedt                            | Straßen außerhalb der Stadt Helmstedt in den zu Helmstedt gehörenden Ortsteilen                                                     |

| Lage                        | Bezeichnung       | Beschreibung | ID       | Bild |
| --------------------------- | ----------------- | --- | -------- | ---- |
| 52° 13′ 34″ N, 11° 0′ 48″ O | Stadtmauer        | Die mittelalterliche Stadtmauer von Helmstedt in Form eines Mauerringes aus Bruchstein, den Bereich der Altstadt umspannend. Ihre mittelalterlichen Teile sind anhand der halbrunden Entlastungsbögen zu erkennen. Einzelne Türme, die halbkreisförmig vortreten, sind im Mauerverlauf integriert. Die Stadtbefestigung bestand ursprünglich aus Vorder- und Hauptmauer, Graben und Wällen, sowie acht Mauertürmen und vier den Himmelsrichtungen entsprechenden Stadttoren. Die Befestigung wurde ab Mitte des 18. Jahrhunderts geschleift, die Vordermauer ganz und die Hauptmauer teils abgetragen, die Wallanlagen zu Promenaden und Gärten umgewandelt und im 19. Jahrhundert anschließend neu bebaut. Die Stadtmauer verblieb in ihrem Zustand bis in das 19. Jahrhundert weitestgehend intakt. Teile der Stadtmauer sind noch im Bestand anderer Gebäude erhalten. | 32706868 | BW   |
| 52° 13′ 39″ N, 11° 0′ 54″ O | Sternberger Teich | Teichanlage vor dem ehemaligen Stadtwallgelände sowie Nordertor, mit einem am langen Wall entlanglaufendem Wasserzulauf vom Forellenbach bzw. Faulen Bach aus. Der Teich wurde 1423 von den Helmstädter Bürgern angelegt. Teil der ehemaligen Wallbefestigung der Stadt. | 32699036 | BW   |

## A
| Lage                                         | Bezeichnung                      | Beschreibung | ID       | Bild |
| -------------------------------------------- | -------------------------------- | --- | -------- | ---- |
| Albrechtstraße 3 52° 13′ 50″ N, 11° 0′ 27″ O | Veranda                          | Komplett erhaltene Holzkonstruktion einer Jugendstil-Veranda als Teil eines Ziegel-Wohnhauses, zweigeschossig mit vorkragenden OG gestaltet, besonders reiche Schnitzverzierungen mit klassizistischen Einflüssen. 1902 erbaut. | 32714921 | BW   |
| Amtsgasse 52° 13′ 43″ N, 11° 0′ 30″ O        | Gymnasium; Universität Helmstedt | 1880/82 erbauter Südflügel des ehemaligen Collegienhofs. Zweigeschossiger verputzter Massivbau über U-förmigen Grundriss auf niveauausgleichendem Sandsteinquadersockel, unterkellert, unter Satteldach in Schieferdeckung. Südlich Mittelrisalit mit Segmentgiebelabschluss und Eckquaderung, diese durchweg an allen Gebäudeecken. Portal und Fenster mit reichem Sandsteindekor in Formen der Hochrenaissance, beide Schmalseiten mit Volutengiebeln. Rückwärtig mittlerer Treppenhausvorbau mit reichem Portal in Form eines Ädikula-Aufsatzes. Gerade, dreiläufige Treppe mit gleichsinnigem Richtungswechsel, im EG Säulenstellung. Errichtet unter Kreisbaumeister J. F. W. Gählert. | 32699518 | BW   |

## B
| Lage                                             | Bezeichnung                       | Beschreibung | ID       | Bild |
| ------------------------------------------------ | --------------------------------- | --- | -------- | ---- |
| Badergasse 52° 13′ 47″ N, 11° 0′ 29″ O           | Straßenpflaster                   | Mittiges Reihen-Großpflaster mit beidseitiger dreireihiger Vollkandelung, Fußweg mit Betonbordstein, daneben Mosaikpflaster gefolgt von Sandsteinplatten, Abschluss bis zur Mauer bzw. Fassade mit kleinteiliger Pflasterung. | 32699630 | BW   |
| Batteriewall 2 52° 13′ 30″ N, 11° 0′ 34″ O       | Wohnhaus                          | Zweigeschossiger Massivbau mit teilweise ausgebautem DG mit Drempel unter Satteldach in Ziegelpfannendeckung. Mittiges Zwerchhaus. Fassade aus gelben Klinkern mit eingezogenen Segmentbogenfenstern, mit Ziegelziersetzung in den Brüstungsfeldern des OG als Blendarkaden–Fries sowie an der Traufe als Konsolgesims. Östlicher Gebäudeteil eines Wohnhaus–Drillings. | 32699807 | BW   |
| Batteriewall 3 52° 13′ 30″ N, 11° 0′ 33″ O       | Wohnhaus                          | Zweigeschossiger Massivbau auf Quadersockel, unterkellert, mit teilweise ausgebautem DG mit Drempel unter Satteldach in Hohlpfannendeckung, mit mittigen Zwerchhaus. Zweiachsiger Mittelrisalit mit Zwerchhausabschluss. Fassade aus gelben Klinker durch rote, beide Geschosse durchlaufende Lisenen sowie segment- und rundbogige Fensterabschlüsse gegliedert. Ebenso im Zierfries unter der Traufe. Brüstungsfelder vertieft mit alternierenden Dekor im Erd- und OG. Mittiger Teil eines Wohnhaus-Drillings. | 32699826 | BW   |
| Batteriewall 4 52° 13′ 30″ N, 11° 0′ 32″ O       | Wohnhaus                          | Zweigeschossiger Massivbau auf Sandsteinquadersockel, unterkellert, teilweise ausgebautes DG und Drempel unter Satteldach mit späterer Gaube (1961). Gelbe Klinkerfassade durch seitliche Lisenen und Mittelrisalit gegliedert, dieser mit Zwerchhausabschluss. Eingezogene Segmentbogenfenster, im Risalit von spitzen Blendbögen überfangen, darüber Sechspass aus gebranntem Ton. Ziegeldekor in Brüstungshöhe des ersten OG sowie unter der Traufe und entlang des Ortganges, Westgiebel mit Pfannenbehang. Westlicher Teil eines Wohnhaus-Drillings. | 32699845 | BW   |
| Batteriewall 52° 13′ 30″ N, 11° 0′ 33″ O         | Eulenturm                         | Runder Turm aus Bruchsteinmauerwerk unter polygonalem Kegeldach in Krempziegeldeckung, halbrund von der Stadtmauer herausstehend. Fenster später eingebaut, im zweiten Stockwerksdrittel erhaltene Schießscharten. Turm ist Teil der mittelalterlichen Stadtbefestigung bei Batteriewall 4. | 32699699 |      |
| Batteriewall 6 52° 13′ 30″ N, 11° 0′ 31″ O       | Wohnhaus                          | Zweigeschossiger weitgehend verputzter Massivbau auf Sandsteinquadersockel, unterkellert, teilweise ausgebautes DG mit Drempel unter Satteldach in Falzziegeldeckung. Mittelrisalit mit abschließendem Zwerchhaus. Fassade mit schlichter Putzgliederung: EG sockelartig in Quaderimitation, profilierte Fenstereinfassungen und –verdachungen, an den Seiten gekuppelt. Im Drempel vertiefte Felder, in deren Mitte Pilaster sowie achsenentsprechende Pfeilervorlagen der gekuppelten Fenster darunter. Vor dem Mittelrisalit moderne Balkone in Eisen- und Betonkonstruktion. | 32699883 | BW   |
| Batteriewall 7 52° 13′ 31″ N, 11° 0′ 29″ O       | Wohnhaus                          | Ursprünglich zwei–, jetzt dreigeschossiger verputzter Massivbau unter Walmdach auf Sandsteinquadersockel, unterkellert. Im EG und erstem OG schlichte Segmentbogenfenster, teilweise zugesetzt. Im zweiten OG Fenster mit geradem Abschluss. Waagerechte Gliederung durch profilierte Gurtgesimse und Sohlbänke, Eingang an der Rückseite. | 32699902 | BW   |
| Batteriewall 8 52° 13′ 32″ N, 11° 0′ 27″ O       | Wohnhaus                          | Zweigeschossiger Rohziegelbau auf Sandsteinquadersockel, unterkellert, mit tw. ausgebauten DG mit Drempel unter Satteldach in Falzziegeldeckung mit späterer Gaube. Mittelrisalit mit Putzrahmung der Fenster und abschließenden Zwerchhaus. Fassade und Ostgiebel aus gelben Klinkern im Mittelrisalit. Gesimse und Sohlbänke aus Sandstein. Rote Ziegel über EG–Fenstern und als Gurtgesimse des Ostgiebels. Brüstungsfelder vertieft, unter der Traufe und im Zwerchgiebel Ziegelfriese. | 32699921 | BW   |
| Batteriewall 9 52° 13′ 32″ N, 11° 0′ 27″ O       | Wohnhaus                          | Zweigeschossiger Rohziegelbau auf Sandsteinquadersockel, unterkellert, mit teilweise ausgebauten DG mit Drempel unter Satteldach in Falzziegeldeckung. Mittelrisalit mit Zwerchhaus und Ziergiebelabschluss. Rote Ziegelfassade mit Zier- und Gliederungselementen aus Sandstein. Fenster des Mittelrisalits reich gestaltet in Formen der Neorenaissance, auch der Ziergiebel unter Verwendung von Voluten, Muscheln, Diamantquadern. | 32699940 | BW   |
| Batteriewall 10 52° 13′ 32″ N, 11° 0′ 27″ O      | Wohnhaus                          | Zweigeschossiger Rohziegelbau auf Sandsteinquadersockel, unterkellert, mit teilweise ausgebauten DG mit Drempel unter Satteldach in Betonpfannendeckung mit späteren Gauben (1926). Mittelrisalit mit Putzrahmung der Fenster und abschließenden Zwerchhaus. Fassade und Ostgiebel aus gelben Klinkern im Mittelrisalit. Gesimse und Sohlbänke aus Sandstein. Rote Ziegel über EG–Fenstern und als Gurtgesimse des Ostgiebels. Brüstungsfelder vertieft, unter der Traufe und im Zwerchgiebel Ziegelfriese. | 32699959 | BW   |
| Batteriewall 52° 13′ 32″ N, 11° 0′ 28″ O         | Stadtturm                         | Runder zweigeschossiger Turm, EG aus Sandsteinquader-Mauerwerk mit aufgesetztem, schieferverkleideten polygonalem Fachwerk–Tambour unter einer geschweiften Glockenhaube, ebenfalls schiefergedeckt und mit Kupferspitze. Östlich ein Treppenaufgang, Turm ist südöstlich an die Stadtmauer angeschlossen. Teil der mittelalterlichen Stadtbefestigung. | 32699676 | BW   |
| Batteriewall 11 52° 13′ 34″ N, 11° 0′ 26″ O      | Lutherschule                      | Freistehender zweigeschossiger Rohziegelbau, queraufgeschlossen und traufständig, auf Sandsteinsockel mit Souterrain unter Satteldach in Ziegelpfannendeckung mit späteren Schleppgauben. Die Geschosse mit Segmentbogenfenstern mit überstabter Einfassung und abgeschrägten Sandsteinbänken gegliedert, im OG Vierpassfriese in eingezogenen Brüstungsgefachen, ein Konsolenfries unter der Traufe. Zentral Mittelrisalit, reich mit Lanzettfenstern, überstabten Bogenbahnen mit Fenstern sowie Werksteinelementen geziert und von einem schmiedeeisernen Ornamtkreuz gekrönt. Rückwärtiger Risalit mit alternierendem Baudekor. 2016 Schulbetrieb eingestellt und jetzt Sitz des Jugendamtes. | 32699978 | BW   |
| Batteriewall 12 52° 13′ 35″ N, 11° 0′ 24″ O      | Villa                             | Eingeschossiger asymmetrisch gegliederter verputzter Massivbau auf souterrainartigem Sockelgeschoss mit ausgebautem DG mit Drempel unter Walmdach in Krempziegeldeckung. Im Nordwesten zweigeschossiger giebelständiger Quertrakt unter Satteldach, Vorbau. Vorbau auch an Südostseite, hier mit Eingang, flankiert von zwei Tondi mit figürlichen Stuckreliefs. Sockelgeschoss teilweise in Putzquaderung. Profilierte Putzrahmung der Fenster, vor Quertrakt Altan aus Sandstein mit Dockenbaluster am Balkon. Im Drempel weitgehend moderne Fenster. Dach weit heruntergezogen auf Holzkopfbändern mit Konsolabschluss. | 32700028 | BW   |
| Batteriewall 12a 52° 13′ 35″ N, 11° 0′ 23″ O     | Wohnhaus                          | Zweigeschossiger, weitgehend verputzter Massivbau über L-förmigem Grundriss, auf in Quaderimitation verputzten Kellersockel. Abgewinkeltes Satteldach in Pfannendeckung auf Drempel. Außermittiger Risalit mit verschaltem Zwerchgiebel, mit vorkragendem Dach auf Holzsubstruktion. Waagerechte Bänderung sowie schlichte Rahmung der Fenster in Putz, im G mit profilierten Verdachungen, im EG mit Blendbogenverdachung. Südostecke abgeschrägt mit eingeschossigen Vorbau mit Pilastern und Gebälk. Fenster im Risalit etwas aufwendiger gestaltet, der Westgiebel unverputzt in Sichtmauerwerk. | 32700053 | BW   |
| Batteriewall 12b 52° 13′ 35″ N, 11° 0′ 23″ O     | Wohnhaus                          | Zweigeschossiger, weitgehend verputzter Massivbau über L-förmigem Grundriss, auf in Quaderimitation verputzten Kellersockel. Abgewinkeltes Satteldach in Pfannendeckung auf Drempel. Außermittiger Risalit mit verschaltem Zwerchgiebel, mit vorkragendem Dach auf Holzsubstruktion. Waagerechte Bänderung sowie schlichte Rahmung der Fenster in Putz, im OG mit profilierten Verdachungen, im EG mit Blendbogenverdachung. Südostecke abgeschrägt mit eingeschossigen Vorbau mit Pilastern und Gebälk. Fenster im Risalit etwas aufwendiger gestaltet, Westgiebel unverputzt in Sichtmauerwerk. | 32700072 | BW   |
| Batteriewall 13 52° 13′ 36″ N, 11° 0′ 23″ O      | Wohnhaus                          | Freistehender, zweigeschossiger Rohziegelbau auf Sandsteinquadersockel, unterkellert, mit teilausgebauten DG mit Drempel unter Satteldach in Falzziegeldeckung. Mittelrisalit mit gekuppelten Fenstern, abgeschlossen vom Zwerchhaus mit Blendrahmung mit Treppenfries am Ortgang. Im EG schlichte eingezogene Segmentbogenfenster, im OG kräftige Brüstungsgesimse, Fensterverdachungen sowie profilierte Fensterrahmungen. Giebelseiten ebenfalls mit schlichten Segmentbogenfenstern. | 32700091 | BW   |
| Batteriewall 14 52° 13′ 36″ N, 11° 0′ 22″ O      | Wohnhaus                          | Eingeschossiger verputzter Massivbau auf Sandsteinquadersockel, unterkellert, mit ausgebauten Dachgeschoss mit Drempel unter Mansarddach in Betonpfannendeckung. Mittelrisalit mit Zwerchhaus vom Schweifgiebel gekrönt und durch Lisenen gegliedert. Wandflächen der Seitenteile vertieft, Putzrahmung der Fenster in Mittelrisalit, sonst schlichte Segmentbogenfenster. 1912 Umbau der Fassade durch den Architekten Hasenkamp. | 32700110 | BW   |
| Batteriewall 16 52° 13′ 37″ N, 11° 0′ 22″ O      | Wohnhaus                          | Zweigeschossiger Rohziegelbau auf Sandsteinquadersockel, unterkellert, mit teilweise ausgebauten DG mit Drempel unter Satteldach in Krempziegeldeckung. Mittiges Zwerchhaus, ein Dachhäuschen. Rote Ziegelfassade durch Zierfriese unter der Traufe, in Brüstungshöhe sowie oberhalb der Segmentbogenfenster und am Ortgang belebt. Überhöhte Giebelwände. | 32700148 | BW   |
| Batteriewall 16 52° 13′ 37″ N, 11° 0′ 23″ O      | Doppel–Waschküche                 | Als Doppelanlage mit Batteriewall 15 an der Außenseite der Stadtmauer errichtet, in Ziegelbauweise mit sparsamen Zierdetails, Öffnungen in Segmentbögen. Auffälliger Schornstein in der westlichen Giebelspitze, Trennwand als Brandwand über die Firstlinie gezogen. EG einräumig mit Tür und Fenster sowie einer Ladeluke zum Dachraum. Satteldach mit Linkskrempern eingedeckt. | 48242154 | BW   |
| Batteriewall 17 52° 13′ 38″ N, 11° 0′ 22″ O      | Wohnhaus                          | Zweigeschossiger Rohziegelbau auf Sandsteinquadersockel, unterkellert, mit ausgebauten DG mit Drempel unter Satteldach in Ziegelpfannendeckung. Ziegelverblendete Gaube später hinzugefügt. Im Osten Risalit mit Zwerchhausabschluss und Blendrahmung sowie gekuppelten Fenstern. Gurt- und Traufgesims als Zierfriese ausgestaltet. Eingezogene Fenster und Brüstungsfelder im OG, dort Rautenmotive in den Brüstungsfeldern sowie Schlusssteine über den Segmentbögen. Nördlich mit Nr. 18 verbunden. | 32700167 | BW   |
| Batteriewall 18 52° 13′ 38″ N, 11° 0′ 22″ O      | Wohnhaus                          | Zweigeschossiger Rohziegelbau auf Sandsteinquadersockel, unterkellert, mit teilausgebauten DG mit Drempel unter Satteldach in Krempziegeldeckung. Straßenseitig Mittelrisalit mit Zwerchhausabschluss mit seitlichen Schieferbehang. Späteres Dachhäuschen. Fassade in hellroten Ziegeln, mit profilierten Gurtgesims aus Sandstein, profilierte Fenstereinfassungen, –verdachungen sowie Bänderung im Obergeschoss aus Putz; unter der Traufe und am Ortgang Ziegelfriese. Vorgarten eingefasst mit zum Teil erhaltenen schmiedeeisernem Gitter auf Sandsteinquadern. Im Süden mit Nr. 17 verbunden, Nordgiebel freistehend. | 32700186 | BW   |
| Batteriewall 19 52° 13′ 39″ N, 11° 0′ 22″ O      | Wohnhaus                          | Zweigeschossiger Rohziegelbau auf Sandsteinquadersockel, unterkellert, mit ausgebauten DG mit Drempel unter Satteldach in Krempziegeldeckung. Mittiges Zwerchhaus unter Pultdach, seitlicher Behang aus Ziegelpfannen. Frontfassade aus gelben Klinkern mit Gesimsen, Bänderungen, Sohlbänken und eingezogenen Fenstereinfassungen im OG aus roten Ziegeln gegliedert; Gebäude sonst aus roten Ziegeln. | 32700205 | BW   |
| Bauerstraße 1 52° 13′ 39″ N, 11° 0′ 25″ O        | Wohnhaus                          | Zweigeschossiger, traufständiger Fachwerkbau in Stockwerksbauweise unter Satteldach in Betonpfannendeckung, unterkellert. EG durch Ladeneinbau verändert, weitgehend massiv ersetzt und mit Keramik verkleidet. Fachwerk im OG mit einzelnen Fußstreben, Ausfachung in gestrichener Ziegelziersetzung. Schwelle im ersten OG mit Inschrift und Datierung, Gebälk im zweiten OG als Profilband ausgestaltet. Mittiges Zwerchhaus mit vorkragenden Dreiecksgiebel, seitlicher Behang aus Asbestzementplatten. | 32700385 | BW   |
| Bauerstraße 2 52° 13′ 39″ N, 11° 0′ 25″ O        | Wohnhaus                          | Zweigeschossiger Fachwerkbau in Stockwerksbauweise mit mittigen Zwerchhaus, auf niveauausgleichendem verputzen Sockel mit zwei vorgelegten Stufen, unter Satteldach in Hohlpfannendeckung. EG mit Ladeneinbau massiv ersetzt, breite Holzblende verdeckt das Gebälk. Im OG regelmäßiges Gefüge mit gekuppelten Ständern und zweifeldigen Streben. Mittiges Zwerchhaus mit vorkragenden Dreiecksgiebel, darin Okulus, seitlicher Behang aus Asbestzementplatten. | 32700403 | BW   |
| Bauerstraße 3 52° 13′ 39″ N, 11° 0′ 25″ O        | Wohnhaus                          | Zweigeschossiger Fachwerkbau in Stockwerkbauweise, teilunterkellert, unter Satteldach in Hohlpfannendeckung mit mittigen Zwerchhaus, von Gauben flankiert. Im EG ein massiver Ladeneinbau, die Fassade mit Keramik verblendet. Im OG regelmäßiges Fachwerkgefüge mit gekuppelten Ständern und zweifeldigen Streben und Ziegelausfachung. Zwerchhaus im vorkragenden Dreiecksgiebel ausgemauert, seitlich verhängt. | 32700421 | BW   |
| Bauerstraße 4 52° 13′ 38″ N, 11° 0′ 25″ O        | Wohnhaus                          | Zweigeschossiger, traufständiger Fachwerkbau in Stockwerkbauweise unter Satteldach in Hohlpfannendeckung. EG mit vorgelegten Stufen durch Ladeneinbau stark verändert, weitgehend massiv ersetzt und mit Keramik verblendet. Fachwerkgefüge in den OGs mit gekuppelten Ständern, mit Zweifachstreben und Fußstreben. Mittiges Zwerchhaus unter holzverschalten Dreiecksgiebel. | 32700439 | BW   |
| Bauerstraße 5 52° 13′ 38″ N, 11° 0′ 25″ O        | Wohnhaus                          | Zweigeschossiger Fachwerkbau in Stockwerksbauweise auf niveauausgleichendem Sandsteinsockel, unterkellert, unter Satteldach in Ziegelpfannendeckung. Fachwerkgefüge im OG originär, mit gekuppelten Ständern und zweifeldigen Streben. Im Schwellenriegel moderne Inschrift mit Sinnspruch und Datum „1678“, Ausfachung in gestrichener Ziegelsetzung. Rückwärtig im EG stark verputzt, im OG freiliegendes Gefüge. Spätere Fachwerkanbauten, u.a. eine Werkstatt von 1877. | 32700457 | BW   |
| Bauerstraße 6 52° 13′ 38″ N, 11° 0′ 25″ O        | Wohnhaus                          | Zweigeschossiger, traufständiger Fachwerkbau in Stockwerksbauweise unter Satteldach in Krempziegeldeckung. EG durch Ladeneinbau massiv ersetzt, OG vorkragend über bandartig profilierten, teilweise überbretterten Gebälk. Brüstungsfelder mit Andreaskreuzen ausgesteift. | 32700475 | BW   |
| Bauerstraße 7 52° 13′ 37″ N, 11° 0′ 26″ O        | Wohnhaus                          | | 32700516 | BW   |
| Bauerstraße 10 52° 13′ 35″ N, 11° 0′ 28″ O       | Turnhalle                         | Eingeschossiger Rohziegelbau auf Sandsteinsockel über ursprünglich kreuzförmigem Grundriss unter Satteldächern in Falzziegeldeckung. Rundherum Segmentbogenfenster, giebelseitig gekuppelt und zugesetzt. An den kürzeren und schmaleren Kreuzarmen jeweils große Spitzbogen–Tore mit profilierten Sandsteingewänden, im Tympanon Turnerzeichen, originale Türen mit ornamentierten Scharnieren. An Hofseite Souterrain-Erweiterung um 1930. | 32700558 | BW   |
| Bauerstraße 14 52° 13′ 35″ N, 11° 0′ 30″ O       | Wohnhaus                          | Zweigeschossiger Fachwerkbau auf Sandsteinsockel, unterkellert, mit Satteldach in Krempziegeldeckung. Etwas außermittiges Zwerchhaus mit Dreiecksgiebel und seitlichem Pfannenbehang. Regelmäßiges Fachwerkgefüge mit gekuppelten Ständern mit gestrichener Ziegelausfachung. Durch Zapfen zusammengehaltenen Ständer im EG sind Originalbestand. | 32700582 | BW   |
| Bauerstraße 15 52° 13′ 34″ N, 11° 0′ 31″ O       | Wohnhaus                          | Zweigeschossiger, traufständiger und verputzter Fachwerkbau auf niveauausgleichendem verputzten Kellersockel unter Satteldach in Ziegelpfannendeckung. Mittiges Zwerchhaus mit seitlichem Schieferbehang, profilierte Gesimse und Fensterrahmungen aus Holz. | 32700604 | BW   |
| Bauerstraße 16 52° 13′ 34″ N, 11° 0′ 31″ O       | Wohn-/ Wirtschaftsgebäude         | Zweigeschossiger Fachwerkbau in Geschossbauweise auf verputzten Kellersockel unter Satteldach in Pfannendeckung. Geschnitzte Eingangstür von ca. 1810 hinter zweistufiger Treppe, im Süden eine große Durchfahrt von 1895. Fachwerkgefüge verändert, die Schwelle ist gefast, unter der Traufe gerundete Balkenköpfe und Füllhölzer, Ausfachung in Rauputz. Bau an Rückseite und in der Durchfahrt verputzt. | 32700627 | BW   |
| Bauerstraße 17 52° 13′ 34″ N, 11° 0′ 32″ O       | Wohnhaus                          | Zweigeschossiger, traufständiger verputzter Fachwerkbau auf niveauausgleichenden Sockel unter Satteldach in Pfannendeckung. Die Stockwerke werden durch ein Gurtgesims getrennt, die Eingangstür stammt wohl aus dem 19. Jh. | 32700645 | BW   |
| Bauerstraße 18 52° 13′ 34″ N, 11° 0′ 32″ O       | Wohnhaus                          | Zweigeschossiger, traufständiger Fachwerkbau in Stockwerksbauweise auf verputzten Sockel, unter Satteldach in Pfannendeckung. Fachwerkgefüge mit gekuppelten Ständern unverändert, mit gestrichener Ziegelausfachung. | 32700663 | BW   |
| Bauerstraße 21 52° 13′ 33″ N, 11° 0′ 33″ O       | Wohn-/ Wirtschaftsgebäude         | Zweigeschossiger Fachwerkbau in Stockwerksbauweise auf niveauausgleichendem keramikverblendeten Sockel, unterkellert, unter abgewinkelten Satteldach in Ziegelpfannendeckung. OG vorgekragt, Schwelle durchgehend profiliert. In Brüstungsfeldern des OG Fußstrebenpaare, originäre Ziegelziersetzung in Ausfachung, sonst verputzte Gefache. Fachwerkgefüge verändert, teils schon im 19. Jh. Nach Nordwesten späterer schlichterer Anbau mit überbauter Durchfahrt (wohl nach 1850), im EG stärker verändert. Einfahrt ehemals rundbogig und kleiner, jetzt mit geradem Sturz. Rückwärtig rechtwinklig an Hauptbau anschließender Erweiterungstrakt wohl aus derselben Zeit, später verlängert. | 32700718 | BW   |
| Bauerstraße 28b 52° 13′ 37″ N, 11° 0′ 28″ O      | Stall                             | Zweigeschossiger Bau, EG massiv, OG im Fachwerk mit zweifeldigen Streben, unter Satteldach in Pfannendeckung. Durchfahrt mit Rundbogentor mit Sandsteineinfassung, im Schlussstein Inschrift „JCR 1754“. | 32700809 | BW   |
| Bauerstraße 31 52° 13′ 38″ N, 11° 0′ 27″ O       | Wohn-/ Wirtschaftsgebäude         | Zweigeschossiger Fachwerkbau: Wohnhaus im Süden, im Norden ehemaliger Wirtschaftsteil mit rundbogiger Toreinfahrt, in Stockwerkbauweise auf niveauausgleichendem Bruchsteinsockel unter Satteldächern in Hohlpfannendeckung. Wirtschaftsteil im EG höher als Wohnhaus, Gefüge hier im 19. Jh. erneuert, Obergeschoss vorgekragt. Auf Balkenköpfen über der Tür „HK 1625“(i). Südlicher Wohnteil um 1650: Gefüge im EG teils originär. OG vorkragend. Unter der Traufe gerundete Balkenköpfe, Schwelle und Füllhölzer schiffskehlartig gefast. | 32700829 | BW   |
| Beguinenstraße 1 52° 13′ 32″ N, 11° 0′ 39″ O     | Wohnhaus                          | Dreigeschossiger traufständiger Fachwerkbau auf verputzten Sockel, unterkellert, unter Satteldach in Pfannendeckung. Erd- und erstes OG in Geschossbauweise, zweites OG in Stockwerksbauweise vorgekragt. Brüstungsfelder des zweiten OGs mit Fußstrebenpaaren versehen, mittig ein zugesetzter Ladestock im Eselsrücken. Gefüge der unteren Geschosse durch Fenstereinbauten leicht verändert. Im rechten Hausteil Teil der ehemaligen Rundbogentür mit gedrehten Tau erhalten, daneben ursprünglich Einfahrtstor. | 32700892 | BW   |
| Beguinenstraße 2 52° 13′ 32″ N, 11° 0′ 40″ O     | Wohnhaus                          | Zweigeschossiger schlichter Fachwerkbau und Zwerchhaus in Stockwerkbauweise auf Werksteinsockel, unterkellert, unter Satteldach in Hohlpfannendeckung. Zweistufige vorgelegte Treppe. Leicht verändertes, regelmäßiges Fachwerkgefüge mit gekuppelten Ständern und einzelnen Streben in den Brüstungsgefachen. Der Drempel wurde später aufgestockt, das Zwerchhaus mit Dreiecksgiebel zu den Seiten hin verschalt. | 32700917 | BW   |
| Beguinenstraße 3 52° 13′ 32″ N, 11° 0′ 40″ O     | Wohn-/ Wirtschaftsgebäude         | Dreigeschossiger Fachwerkbau auf Sockel unter Krüppelwalmdach in Krempziegeldeckung. Erd- und erstes OG in Geschossbauweise, zweites OG vorkragend. Füllhölzer und Schwelle wulstartig als Schiffskehle gebildet mit Diagonal-Riefelung. An Füllholzern, in Schiffskehlen und am Schwellholz partiell noch erhaltenes gedrehtes Taumuster. Im linken Hausteil ehemals rundbogiges Tor, Teile der Einfassung mit gedrehten Tau und Schnitzereien in der jetzigen Türe erkennbar. Fachwerkgefüge im EG verändert, im zweiten OG mit Fußstrebenpaaren und gekuppelten Ständern. | 32700939 | BW   |
| Beguinenstraße 4 / 5 52° 13′ 32″ N, 11° 0′ 41″ O | Wohnhaus                          | Zweigeschossiges traufständiges Doppelhaus als Rohziegelbau auf Quadersockel aus Sandstein, unterkellert, unter Satteldach in Krempziegeldeckung. Ziegelziersetzung über Türen und Fenstern, sowie am Gurt und Dachgesims. Hauseingänge vertieft hinter zwei vorgelegten Stufen. Östliche Doppelhaushälfte hat zwei straßenseitige Dachgauben. | 32700962 | BW   |
| Beguinenstraße 6 52° 13′ 32″ N, 11° 0′ 42″ O     | Wohnhaus                          | Zweigeschossiger Fachwerkbau in Stockwerkbauweise mit geringen Geschosshöhen und später aufgesetzten Zwerchhaus, auf Werksteinsockel mit vorgelegte Stufe, unter Satteldach in Krempziegeldeckung. Fachwerk im EG mit gekuppelten Stielen erneuert, Fachwerkgefüge im OG durch Fenstereinbau verändert. Obergeschoss vorkragend mit Streben in den Brüstungsgefachen. Rückwärtig durchschießende Ständer. | 32701000 | BW   |
| Beguinenstraße 8 52° 13′ 32″ N, 11° 0′ 43″ O     | Wohnhaus                          | Zweigeschossiger Fachwerkbau in Stockwerkbauweise unter Satteldach in Krempziegeldeckung mit Schleppgauben. EG massiv unterfangen und mit Bitumenplatten verkleidet, dreistufige vorgelegte Treppe. Im OG Fachwerkgefüge mit Fußstrebenpaaren, die teilweise entfernt oder durch Fenstereinbau verändert wurden. Rückwärtig eingebaute Gauben sowie Dachterrasse. Inschrift am Schwellbalken mit Datierung „1648“. 1865 zum Wohnhaus ausgebaut, im Keller ehemals mittelalterliche Töpferwerkstatt. | 32701039 | BW   |
| Beguinenstraße 9 52° 13′ 32″ N, 11° 0′ 44″ O     | Wohnhaus                          | Zweigeschossiger traufständiger Fachwerkbau in Stockwerksbauweise auf mit Sandstein verblendeten Kellersockel unter Satteldach mit Ziegelpfannendeckung. EG massiv ausgebaut/vorgesetzt und verputzt. Vorkragendes OG über gerundeten und geriefelten Balkenköpfen, Schwelle und Füllhölzer gerundet und mit Kerbschnitt versehen. Dachgebälk entsprechend, mit gerundeten und profilierten Knaggen. Fachwerkgefüge verändert, ursprünglich durchgehende Brüstungsriegel sowie Fußstrebenpaare im OG. 1753–1771 Waisenhaus. | 32701057 | BW   |
| Beguinenstraße 10 52° 13′ 32″ N, 11° 0′ 45″ O    | Beguinenhaus                      | Stattlicher zweigeschossiger längstaufgeschlossener Fachwerkbau in Stockwerksbauweise mit reich verzierter Giebelfront aufniveauausgleichendem Bruchsteinsockel unter Satteldach in Hohlpfannendeckung. Gewölbekeller des Vorgängerbaus integriert. Vorgelegte Treppe, Eingang mit geschnitzter Holztür und Einfassung in Vorhangform. Eckgefache giebelseitig mit K-Runen verstrebt. OG vorkragend. In Brüstungsgefachen reich geschnitzte Wappenreliefs. Im Giebel unter dem Fensterpaar zentral angeordnete Fußwinkelhölzer mit geschnitzten Fächerrosetten, daneben flankierende K-Runen-Verstrebungen. 1896 in enger Anlehnung an den Vorgängerbau von 1580 und Wiederverwendung der originalen Brüstungsbohlen und der Türeinfassung neu errichtet, 1906 und 1952 renoviert. Fachwerkgefüge dem Urzustand entsprechend, Fachwerkfarbigkeit in rot und grün mit weißer verputzter Ausfachung gehalten. | 32703330 | BW   |
| Beguinenstraße 12 52° 13′ 33″ N, 11° 0′ 44″ O    | Wohnhaus                          | Zweigeschossiger Fachwerkbau in Stockwerkbauweise mit mittigen Zwerchhaus auf niveauausgleichendem Werksteinsockel unter Halbwalmdach mit Krempziegeldeckung. Teilunterkellert, mit zweistufiger vorgelegter Treppe. Symmetrisches Fachwerkgefüge mit einzelnen Fußstreben und Dreiviertelstreben, einige Fenster nachträglich zugesetzt, die Ziegelausfachung gestrichen. Über dem Zwerchhaus ein Dreiecksgiebel mit profilierter Holzverblendung, das Zwerchhaus mit seitlichem Behang in Betonfaserplatten. Rückwärtig eine spätere Erweiterung. | 32701112 | BW   |
| Beguinenstraße 13 52° 13′ 33″ N, 11° 0′ 43″ O    | Wohnhaus                          | Zweigeschossiger Fachwerkbau in Stockwerkbauweise auf Sandsteinsockel, unterkellert, unter Satteldach in Krempziegeldeckung. Mittiges Zwerchhaus mit Dreiecksgiebel in profilierter Einfassung. Symmetrisch aufgebautes Fachwerk mit gekuppelten Ständern sowie Fußstreben in den Eckgefachen ist originär erhalten. Ausfachungen in gestrichener Ziegelsetzung. | 32701135 | BW   |
| Beguinenstraße 14 52° 13′ 33″ N, 11° 0′ 43″ O    | Wohnhaus                          | Zweigeschossiger Fachwerkbau in Stockwerkbauweise unter Satteldach in Krempziegeldeckung mit zwei Gauben. Fachwerkgefüge mit gekuppelten Ständern sowie auseinanderlaufenden Dreiviertelstreben in den Eckgefachen, im EG drei Gefachreihen, im OG zwei. Die Dachgauben mit Schiefer verkleidet. Ende des 18. Jh. errichtet, im 19. Jh. rückwärtig erweitert. 1617–1831 Organistenhaus von St. Stephani. | 32701158 | BW   |
| Beguinenstraße 18 52° 13′ 32″ N, 11° 0′ 38″ O    | Wohn-/ Wirtschaftsgebäude         | Dreigeschossiger stattlicher Fachwerkbau in Stockwerkbauweise auf niveauausgleichendem Werksteinsockel, unterkellert, unter Satteldach in Krempziegeldeckung. Östlicher Fassadenteil schlicht verputzt, westlicher Teil mit Putzbänderung und profilierten Fensterrahmungen und Sohlbankgesimsen, dem schmalen massiven Anbau zur Lindenstraße angeglichen. Östlicher Teil mit 70 cm Dachüberstand, der massive Anbau mit abgewalmten Pultdach. Hofseitige Fassade mit später eingebauter Tordurchfahrt an der Ostseite, weitgehend erhaltenes Gefüge mit einzelnen Fußstreben. Erstes und zweites OG vorkragend. Oben ein verschalter Dachüberstand und Fledermausgaube. Um 1757 Vorkragung beseitigt und verputzt, 1896 durch Abriss verkürzt und massiven Anbau angefügt. | 32701176 | BW   |
| Bindegasse 52° 13′ 42″ N, 11° 0′ 27″ O           | Straßenpflaster                   | Mittige Sandsteinplatten gefolgt von beidseitig gerahmten Reihen-Großpflaster, beidseitige dreireihige Vollkandelung, Abschluss zur Mauer bzw. Fassade mit beidseitig gerahmten unregelmäßigen Großpflaster. | 32701197 | BW   |
| Bötticherstraße 2 52° 13′ 44″ N, 11° 0′ 30″ O    | Westflügel; Universität Helmstedt | Zweigeschossiger Westflügel der ehemaligen Universität in Mischbauweise auf hohem, massiven, verputzten EG, teils in zwei Geschosse unterteilt, mit Fenstern in schlichter Sandsteineinfassung. FachwerkoG mit profilierter Schwelle, westlich massiv ersetzt, unter nördlich abgewalmten Satteldach in Krempziegeldeckung. Gebäude 1575/76 unter Verwendung älterer Reste des Marientaler Stadthofes errichtet. Hofseite mit achteckigem Treppenturm mit Welscher Haube sowie Rundbogenportal mit skulpturaler Einfassung. | 32701214 | BW   |
| Bötticherstraße 3 52° 13′ 47″ N, 11° 0′ 30″ O    | Wohnhaus                          | Zweigeschossiger Fachwerkbau in Stockwerksbauweise auf niveauausgleichendem Werksteinsockel, unterkellert, unter Satteldach in Krempziegeldeckung mit späterer Schleppgaube. Geschnitzte Tür um 1900. Vorkragendes OG, Schwelle mit Inschrift, Andreaskreuze in den Brüstungsgefachen. An Rückseite ebenfalls freiliegendes Gefüge, teilweise massiv ersetzt, mit breiten verputzten Gefache mit einzelnen Fußstreben. | 32701240 | BW   |
| Bötticherstraße 26 52° 13′ 51″ N, 11° 0′ 32″ O   | Wohnhaus                          | Zweigeschossiger Fachwerkbau in Stockwerkbauweise auf verputzten Kellersockel unter Mansarddach in Krempziegeldeckung. Etwas außermittiges Zwerchhaus mit geschweiftem Giebel flankiert von vier späteren Gauben. Zwerchhaus mit Schieferverkleidung an Seiten und Giebel. Durch Ladeneinbau sowie Umbau der ehemaligen breiten Querdiele verändert. Regelmäßiges Fachwerkgefüge mit gekuppelten Stielen, einzelnen Fußstreben und zweifeldigen Streben in schmalen Eckgefachen. Nordgiebel mit Eternit-, Südgiebel mit Dachpfannenbehang. | 32701274 | BW   |
| Bötticherstraße 27 52° 13′ 51″ N, 11° 0′ 31″ O   | Wohn-/ Wirtschaftsgebäude         | Zweigeschossiger Fachwerkbau in Stockwerkbauweise auf Werksteinsockel, unterkellert, unter Satteldach in Krempziegeldeckung. Außermittiges Zwerchhaus mit seitlichem Schieferplattenbehang. OG über gerundeten Balkenköpfen vorkragend, das schlichte Gebälk mit Fase an Schwelle und Füllhölzern. Einzelne Fußstreben in den Brüstungsgefachen des OG. Gefüge im EG durch Fenstervergrößerungen im 19. Jh. verändert, im südlichen Hausteil mit gekuppelten Ständern erneuert, dort Schwelle teilweise ersetzt. | 32701295 | BW   |
| Bötticherstraße 29 52° 13′ 50″ N, 11° 0′ 31″ O   | Wohnhaus                          | Zweigeschossiger verputzter Massivbau auf keramikverblendeten Sockel, unterkellert, unter Satteldach in Falzziegeldeckung. Mittiges Zwerchhaus flankiert von zwei Gauben. Fassade im EG in Quaderimitation, Fenster und Tür in Putzeinfassungen. | 44856996 | BW   |
| Bötticherstraße 41 52° 13′ 47″ N, 11° 0′ 30″ O   | Wohnhaus                          | Zweigeschossiges Fachwerkgebäude in Stockwerkbauweise auf verputzten Sockel, unterkellert, mit abgewalmten Satteldach in Ziegelpfannendeckung. Stärker verändertes Fachwerkgefüge, im EG weitgehend erneuert, Ecke abgeschrägt mit Schaufenstereinbau in Holzeinfassung von 1891. Haustür um 1830. Schwelle im OG teilweise ersetzt. | 32701314 | BW   |
| Bötticherstraße 42 52° 13′ 46″ N, 11° 0′ 29″ O   | Wohnhaus                          | Zweigeschossiger verputzter Eckbau, unterkellert, unter Satteldach in Krempziegeldeckung. EG massiv in Bruchsteinmauerwerk, OG in Fachwerk; Giebel massiv. Mittiges Zwerchhaus mit profiliert gerahmten Dreiecksgiebel. Gemusterte Verputzung von ca. 1905, verzahnte Eckquaderung sowie schlichte Fenstereinfassungen im EG aus Sandstein, im OG Holzrahmungen. Mittige originale Haustür mit profilierter geohrter Sandsteinrahmung und geschweifter Verdachung über dem Oberlicht. Bau rückwärtig ebenfalls verputzt. Entlang der Badergasse rechtwinklig angefügter zweigeschossiger Fachwerkbau des 19. Jh. zur Straßenseite verputzt, rückwärtig mit freiliegenden Fachwerkgefüge. | 32701332 | BW   |
| Bötticherstraße 43 52° 13′ 46″ N, 11° 0′ 29″ O   | Wohnhaus                          | Zweigeschossiger Fachwerkbau in Stockwerksbauweise auf Werksteinsockel unter Mansardendach in Krempziegeldeckung. Ornamentierte Haustür mit Oberlicht von ca. 1880. Fachwerkgefüge mit gekuppelten Ständern und Fußstreben im EG gestört, im unteren Bereich weitgehend massiv ersetzt, mehrere Ständer in Zweitverwendung. Ausfachung in gestrichener Ziegelsetzung. Etwas außermittiges Zwerchhaus mit Ladestock seitlich mit Krempziegeln verkleidet und von zwei Dachhäuschen flankiert. | 32701356 | BW   |
| Bötticherstraße 44 52° 13′ 46″ N, 11° 0′ 29″ O   | Wohnhaus                          | Zweigeschossiger Fachwerkbau mit massiver Fassade auf Sandsteinsockel unter Satteldach in Krempziegeldeckung mit etwas außermittigen Zwerchhaus. Schlichte Rohziegelfassade von 1892 einschließlich Fensterbänke und Segmentbogenfenster. | 32701380 | BW   |
| Bötticherstraße 45 52° 13′ 45″ N, 11° 0′ 29″ O   | Wohnhaus                          | Zweigeschossiger Fachwerkbau in Stockwerksbauweise unter Satteldach in Ziegelpfannendeckung. Mittiges Zwerchhaus von 1889. OG vorkragend über durchlaufend bandartig profilierten Schwelle, Füllhölzern und Balkenköpfen. Fachwerkgefüge im OG verändert. Südgiebel freistehend mit Ziegelpfannenbehang und Schiefereinfassungen. | 32701398 | BW   |
| Bötticherstraße 47 52° 13′ 44″ N, 11° 0′ 28″ O   | Justizvollzugsanstalt             | Freistehender Bau, mit im Süden anschließendem und durch geschosshohe Mauer abgeschlossenen Gefängnishof. Zweigeschossiger Massivbau bestehend aus queraufgeschlossenen Kopfbau zur Straße und einem rückwärtig anschließendem Längsflügel, auf Quadersockel unter Walmdächern in Ziegelpfannendeckung. Verzahnte Eckverquaderung sowie schlichte Sandsteineinfassung der im OG vorwiegend gekuppelten Fenster. Im Süden ein anschließender Gefängnishof von Mauer aus entsprechendem Sandsteinmauerwerk umgeben. An Südseite des Längstraktes ein turmartiger Ausbau. 1843–1845 errichtet, 1889 der Kopfbau. | 32711028 | BW   |
| Bötticherstraße 49 52° 13′ 43″ N, 11° 0′ 29″ O   | Wohnhaus                          | | 32701421 | BW   |
| Bötticherstraße 50 52° 13′ 43″ N, 11° 0′ 28″ O   | Wohnhaus                          | Stattlicher zweigeschossiger Fachwerkbau in Stockwerksbauweise auf Werksteinsockel, unterkellert, unter Satteldach in Krempziegeldeckung sowie drei kleinen Gauben mit Dreiecksgiebeln mit profilierter Einfassung. Regelmäßige Fachwerkgefüge mit gekuppelten Ständern. Zweiflügelige Tür über Freitreppe mit gerundeten Stufen, Tür und Rahmung von ca. 1890. | 32701439 | BW   |
| Bötticherstraße 51 52° 13′ 42″ N, 11° 0′ 28″ O   | Professorenhaus                   | Dreigeschossiger stark veränderter Bau auf niveauausgleichendem Sockel, mit Gewölbekeller, unter im Norden abgewalmten Satteldach in Krempziegeldeckung. EG Mitte 17. Jh. massiv ersetzt und verputzt. OGs in Fachwerk über gerundeten und geriefelten Balkenköpfen vorkragend. Zwerchhaus erst im 18. Jh. hinzugefügt. Rundbogenportal von Halbsäulen auf hohem Sockel in Sandstein flankiert, darüber Andeutung eines Gebälks. Südlich vom Portal gekuppeltes Fenster mit profiliertem Sandsteingewände darunter später eingesetzte Kellertür mit barocken Beschlägen. Polygonaler massiver Treppenturm mit schrägen Fenstern mit profilierten Sandsteingewänden unter Mansarddach; Tür zum Hof mit rundbogigem profiliertem Sandsteingewänden, darüber Wappen mit Inschrift. | 32701463 | BW   |

## C
| Lage                                           | Bezeichnung                                   | Beschreibung | ID       | Bild |
| ---------------------------------------------- | --------------------------------------------- | --- | -------- | ---- |
| Collegienplatz 1 52° 13′ 45″ N, 11° 0′ 31″ O   | Juleum, „Juleum Novum“; Universität Helmstedt | | 32701880 |      |
| Collegienstraße 3 52° 13′ 42″ N, 11° 0′ 32″ O  | Wohnhaus                                      | Traufständiger, zweigeschossiger Fachwerkbau in Stockwerksbauweise auf niveauausgleichendem Sandsteinsockel, unterkellert, unter Satteldach in Krempziegeldeckung mit Schleppgauben. Vorkragendes OG, profilierte Füllhölzer, Schwelle und Traufe zusammen mit Balkenköpfen durchlaufend bandartig profiliert, Fenster vergrößert. Rückwärtige Traufseite ohne Vorkragung, ungestört und mit Lehmstakungen erhalten. | 32701905 | BW   |
| Collegienstraße 5 52° 13′ 43″ N, 11° 0′ 32″ O  | Fassade                                       | Simulierende Rekonstruktion der Fassade des ursprünglichen Fachwerkgebäudes von 1591. 1965 abgerissen und massiver Neubau mit Straßenfront in Fachwerkimitation nach Vorbild des Vorgängerbaus errichtet. | 32701948 | BW   |
| Collegienstraße 6 52° 13′ 43″ N, 11° 0′ 32″ O  | Fassade                                       | Nach Brand teilweise Rekonstruktion der Fassade unter Verwendung alter Teile, ansonsten Neubau. Fassade unten in Geschossbauweise, im zweiten Stockwerk vorkragend über profilierten Knaggen und Balkenköpfen. | 32701967 | BW   |
| Collegienstraße 7 52° 13′ 44″ N, 11° 0′ 32″ O  | Wohnhaus                                      | Dreigeschossiger Fachwerkbau auf niveauausgleichendem Sockel unter Satteldach in Betonpfannendeckung. Erd- und erstes OG in Geschossbauweise, zweites OG über gerundeten Balkenköpfen und profilierten Knaggen vorkragend. Gefüge der unteren Geschosse erneuert. Im nördlichen Hausteil ehemals Durchfahrt mit modernen gemusterten Bogen. Rückseitiges Fachwerk teils erneuert, teils mit originären durchschießenden Ständern, sowie vorkragendem zweiten OG mit schlichtem Gebälk mit gerundeten und seitlich gefasten Balkenköpfen. Tor der nördlichen Durchfahrt zugesetzt, Bogen erhalten, Querflur teilverbaut.                                                                         | 32701992 | BW   |
| Collegienstraße 8 52° 13′ 44″ N, 11° 0′ 32″ O  | Wohnhaus                                      | Zweigeschossiger verputzter Bau auf Kellersockel unter Satteldach in Ziegelpfannendeckung. Fünfachsiger Hauptbau mit mittiger Haustür sowie massiver Fassade, Fenster und Türen mit scharrierter Sandsteineinfassung. Geohrtes Eingangsportal mit Oberlicht und Sementbogen-Verdachung, darüber ein geschosstrennendes Sandsteingesims. Übrige Wände in Fachwerk, teilweise verputzt. Nordgiebel mit Dachpfannenbehang. Nach Süden eine vierachsige gleichzeitige Erweiterung vollständig aus Fachwerk, mit rückwärtig freiliegendem originärem Fachwerk im OG. Fenster Straßenseitig im EG mit Putzrahmung, im OG mit Holzrahmung, ein zugesetztes Fenster mit Inschrift. Durchfahrt von 1919. | 32702016 | BW   |
| Collegienstraße 9 52° 13′ 44″ N, 11° 0′ 31″ O  | Ostflügel; Universität Helmstedt              | Ostflügel des Universitätskomplexes als zweigeschossiger Bau, durch Gymnasium–Neubau 1880/82 verkürzt. Abgewalmtes Satteldach in Krempziegeldeckung. EG und Nordgiebel massiv, OG in Fachwerk. Hofseitig achteckiger Treppenturm mit Welscher Haube, die unteren Fenster rautenförmig mit Fase gestaltet. Nördlich vom Turm Durchgang, dessen hofseitiger Rundbogen mit Diamantquaderung. | 32702040 |      |
| Collegienstraße 10 52° 13′ 42″ N, 11° 0′ 31″ O | Wohnhaus                                      | Zweigeschossiger Fachwerkbau in Stockwerksbauweise auf niveauausgleichendem Werksteinsockel unter Mansardendach in Ziegelpfannendeckung mit zwei Dachgauben. Fachwerkgefüge im EG durch Ladeneinbau verändert, Ecke für Ladeneingang abgeschrägt mit gestalteten Kopfstreben. Reich geschnitzte Haustür und Rahmung um von 1880. In den OGs originäres Fachwerkgefüge mit gestrichener Ziegelausfachung, Südgiebel mit Pfannenbehang. | 32702064 | BW   |
| Collegienstraße 11 52° 13′ 41″ N, 11° 0′ 31″ O | Wohnhaus                                      | Zweigeschossiger Fachwerkbau in Stockwerksbauweise auf keramikverblendeten Kellersockel, unter Satteldach in Ziegelpfannendeckung. Mittiges zweiachsiges Zwerchhaus mit seitlichen Asbestzementplatten–Behang. Fachwerkgefüge mit gekuppelten Ständern im EG verändert, in den OGs originär mit Fußstreben in den Brüstungsfeldern. Dreistufige Freitreppe aus Sandstein. Rückwärtiger Anbau von 1891 im EG, im OG in Fachwerk. | 32702085 | BW   |

## E
| Lage                                    | Bezeichnung                        | Beschreibung | ID       | Bild |
| --------------------------------------- | ---------------------------------- | --- | -------- | ---- |
| Edelhöfe 2 52° 13′ 39″ N, 11° 0′ 47″ O  | Alte Brennerei; Wohnflügel         | Zweigeschossiger Rohziegelbau über leicht geknicktem, dem Straßenverlauf folgendem Grundriss auf niveauausgleichendem Sandsteinsockel, unterkellert, unter Satteldach in Ziegelpfannendeckung mit Dachgauben. Im rechten Gebäudeflügel Segmentbogenfenster mit überstabter Einfassung und Sohlbankgesimsen aus Sandstein, im EG gemeinsam mit Brüstungsfeldern verkröpft. Ziegeldekor in Brüstungshöhe, unter der Traufe und am Giebel. Über Hauseingang gekuppelte Fenster sowie Zwerchhaus.                                                     | 32702104 | BW   |
| Edelhöfe 2 52° 13′ 40″ N, 11° 0′ 47″ O  | Alte Brennerei; Dieckmannscher Hof | An Wohnhaus anschließender Wirtschaftsteil (ehemalige Brennerei) als zweigeschossiger Ziegelbau mit Drempel und Ladeerker auf Sandsteinsockel unter teils Sattel- und teils Pultdach. Im EG Segmentbogenfenster, teils zugesetzt, im zweiten OG gekuppelte Segmentbogenfenster mit mittigen Sandsteinpfeiler, darunter ein geschosstrennendes Deutsches Band. In der Mitte ein Ladestock und Ladeerker, giebelseitig Ladeluke. Erbaut 1888 unter Einbeziehung eines Gewölbekellers aus dem 16./17. Jh.                                            | 37135787 | BW   |
| Edelhöfe 2 52° 13′ 40″ N, 11° 0′ 47″ O  | Alte Brennerei; Seitenflügel       | Rückwärtiger, zweigeschossiger Brennereiflügel, EG in Bruchsteinmauerwerk mit vermauerten Spolien des Vorgängerbaus sowie OG in Fachwerk in Stockwerkbauweise mit Ladestock und Ladeerker unter Satteldach in Betonpfannendeckung mit kleiner Gaube. Teile der Gebäudefassade und Kern aus dem 17. Jh., der Gewölbekeller wohl 16. Jh., dort ein Brunnenschacht aus Sandsteinquadermauerwerk. Über Kellereingang vermauerter Stein mit Datum „1666“(i) und Steinmetzzeichen.                                                                      | 32715053 | BW   |
| Edelhöfe 2 52° 13′ 40″ N, 11° 0′ 47″ O  | Alte Brennerei; Nebengebäude       | Zweigeschossiges Wirtschaftsgebäude aus Bruchstein unter Satteldach mit Wellblechdeckung. Im EG Wirtschaftstore, zwei Rolltore links und ein übergroßes Tor rechts im Segmentbogen. Im OG Ladeluke über großen Tor, über den Rolltoren symmetrisch angeordnete Fenster mit mittiger Ladeluke. Auf der linken Fassadenseite befindet sich eine auf Georg Calixt hinweisende Spolie mit der Datierung auf „1662“(i). Wiederaufbau nach 1945. | 37136031 | BW   |
| Edelhöfe 2 52° 13′ 40″ N, 11° 0′ 47″ O  | Alte Brennerei; Hofpflasterung     | Großpflaster aus Kopfstein und teils Sandstein im Bereich der Zufahrt und des Hofareals. | 37135835 | BW   |
| Edelhöfe 2 52° 13′ 40″ N, 11° 0′ 46″ O  | Alte Brennerei; Einfriedung        | Bis an das Nachbarsgrundstück reichende Einfriedungsmauer aus Naturstein und roten Backsteinen, welche die verlorengegangenen Torpfeiler- sowie Mauerstücke ersetzen. Im nördlichen Mauerabschnitt eine eingesetzte Tür. | 32702148 | BW   |
| Edelhöfe 4 52° 13′ 40″ N, 11° 0′ 46″ O  | Wohnhaus                           | Zweigeschossiger Fachwerkbau in Stockwerksbauweise auf Sandsteinsockel, unter Satteldach mit Krempziegeldeckung. Im EG Schwelle niveauausgleichend versetzt, Tür und Fenster aus dem 19. Jh. OG leicht vorkragend, mit langen Fußstrebenpaaren in den Brüstungsfächern und sparsamer Verzierung. Ostsüdlicher Giebel fachwerksichtig, nordwestlicher Giebel geschlossen angebaut. Rückwärtig ein wohl später angeschlossener eingeschossiger Fachwerk–Wohnflügel in Geschossbauweise auf Bruchsteinsockel unter Satteldach in Krempziegeldeckung. | 32702167 | BW   |
| Edelhöfe 5 52° 13′ 41″ N, 11° 0′ 45″ O  | Wohnhaus                           | Zweigeschossiger, traufständiger und sehr schmaler Fachwerkbau in Stockwerksbauweise auf niveauausgleichendem Werksteinsockel unter Satteldach in Krempziegeldeckung. Unverändertes regelmäßiges Fachwerkgefüge mit gekuppelten Ständern und einzelnen Fußstreben in den Brüstungsgefachen. Mittiges einachsiges Zwerchhaus unter Dreiecksgiebel mit profiliertem Holzgesims, seitlich mit Hohlpfannenbehang. | 32702189 | BW   |
| Edelhöfe 6 52° 13′ 41″ N, 11° 0′ 45″ O  | Wohnhaus                           | Zweigeschossiger traufständiger Fachwerkbau in Stockwerksbauweise auf verputzten Sockel unter Satteldach in Krempziegeldeckung. Eingangstür in hölzerner Einfassung. Fachwerkgefüge in gekuppelten Ständern, teils durch Fenstereinbauten verändert. Obergeschoss vorkragend über gerundeten und profilierten Balkenköpfen sowie profilierter, in Schiffskehlen gefaster Schwelle. Gebälk unter der Traufe verschalt. Rückwärtig ein giebelständig angeschlossener Wohnflügel.                                                                    | 32702211 | BW   |
| Edelhöfe 7 52° 13′ 41″ N, 11° 0′ 45″ O  | Wohnhaus                           | Eingeschossiger Fachwerkbau auf niveauausgleichenden verputztem Sockel unter Mansarddach in Krempziegeldeckung mit Dachhäuschen. Ursprünglich wohl mittiges zweiachsiges Zwerchhaus, jetzt einachsig mit Pultdach. Fachwerkgefüge mit gekuppelten Ständern und einzelnen Fußstreben. | 32702233 | BW   |
| Edelhöfe 8 52° 13′ 41″ N, 11° 0′ 44″ O  | Wohnhaus                           | Zweigeschossiger Fachwerkbau in Stockwerkbauweise auf kermikverblendeten Sockel, teilunterkellert, unter Satteldach in Ziegelpfannendeckung. Mittiges Zwerchhaus mit seitlichem Pfannenbehang. Zwei vorgelegte Stufen mit moderner Haustür. Schlichtes regelmäßiges Fachwerkgefüge mit zweifeldigen Streben, Schwelle und Rähm in Zweitverwendung, Gefache sind verputzt. Rückwärtiges Fachwerkgefüge ähnlich, jedoch ohne gekuppelte Ständer. | 32702251 | BW   |
| Edelhöfe 9 52° 13′ 41″ N, 11° 0′ 44″ O  | Wohnhaus                           | Zweigeschossiger traufständiger Fachwerkbau in Stockwerkbauweise auf keramikverblendeten Werksteinsockel, unter Satteldach in Betonpfannendeckung. Mittiges Zwerchhaus mit Holzleistenverblendung im Giebel und Asbestzementplattenbehang an den Seiten. Unsymmetrisch aufgebautes Fachwerkgefüge mit seitlicher Haustür, viele Hölzer in Zweitverwendung. Rohziegelausfachung. Ein Fenster durch Glasbausteine ersetzt, Haustür aus der zweiten Hälfte 19. Jh.                                                                                   | 32702269 | BW   |
| Edelhöfe 10 52° 13′ 42″ N, 11° 0′ 44″ O | Wohnhaus                           | Zweigeschossiger Rohziegelbau auf Sandsteinsockel, unterkellert, unter Satteldach in Pfannendeckung. Nordwestlicher Hausteil durch Zwerchhaus risalitartig betont. Schlichte Segmentbogenfenster und Bänderung in gelben Ziegelstein. Unter der Traufe Konsolgesims, Zwerchgiebel mit vortretender Einfassung in gelben Ziegel mit inneren Treppenmuster. Nordwestgiebel mit Asbestzementplatten verkleidet. Rückwärtiges zweites OG in Fachwerk ausgebaut.                                                                                       | 32702287 | BW   |
| Edelhöfe 11 52° 13′ 42″ N, 11° 0′ 43″ O | Wohnhaus                           | Zweigeschossiger stark verputzter Fachwerkbau auf verputzten Werksteinsockel, mit vorgelegter Treppe mit drei Stufen, unter Satteldach in Hohlpfannendeckung. Fassadenputz als Ziegelmauerwerksimitation gestaltet. | 32702305 | BW   |
| Edelhöfe 12 52° 13′ 42″ N, 11° 0′ 43″ O | Wohnhaus                           | Zweigeschossiger Fachwerkbau in Stockwerksbauweise auf polygonalem, der Straßenrundung folgendem Grundriss mit niveauausgleichenden Werksteinsockel unter abgewinkelten Satteldach in Betonpfannendeckung. Zwerchhaus und freistehender Giebel mit Asbestzementplatten verkleidet. EG an der Nordecke des Gebäudes in Werksteinmauerwerk, daneben Toreinfahrt. Fachwerkgefüge im symmetrischen Abbund mit Zweifach-Streben, gekuppelten Ständern und Ziegelausfachung.                                                                            | 32702323 | BW   |

## F
| Lage                                     | Bezeichnung | Beschreibung | ID       | Bild |
| ---------------------------------------- | ----------- | --- | -------- | ---- |
| Fechtboden 1 52° 13′ 44″ N, 11° 0′ 39″ O | Wohnhaus    | Zweigeschossiger und veränderter Fachwerkbau unter Satteldach in Betonpfannendeckung. EG weitgehend massiv vorgesetzt. Teile der ehemaligen Einfahrt erkennbar, mit modernen Fenstereinbauten. OG über gerundeten Balkenköpfen vorkragend. Brüstungsgefache im OG mit Fußstrebenpaaren sowie Brüstungslangriegel mit Kerbschnitt und Zahnschnitt weitgehend erhalten. Freistehender Ostgiebel mit späteren überdachtem Eingang und Ziegelpfannenbehang. Rückseite vollständig massiv vorgebaut. | 32702380 | BW   |

## G
| Lage                                             | Bezeichnung                   | Beschreibung | ID       | Bild           |
| ------------------------------------------------ | ----------------------------- | --- | -------- | -------------- |
| Georgienstraße 1 52° 13′ 42″ N, 11° 0′ 34″ O     | Doppelwohnhaus mit Gaststätte | Zweigeschossiger verputzter Eckbau auf niveauausgleichendem Sockel, unterkellert, unter abgewinkeltem Satteldach mit Ziegelpfannendeckung. Rückwand und westliche Seitenwand in Fachwerk. Hauptfassade mit dreiachsigen Mittelrisalit mit reich gestalteten Fenstern, oben mit einem Zwerchhaus abgeschlossen. EG in Putzquaderung, schlicht eingeschnittenen Fenstern sowie profiliertem Gurtgesims. Im OG Fenster mit profilierter Putzrahmung und Verdachung, im Risalit und über dem Eingang zusätzlicher Eierstab und Brüstungsreliefs. An Traufe Zahnschnitt. | 32702547 | BW             |
| Georgienstraße 2 52° 13′ 42″ N, 11° 0′ 34″ O     | Wohnhaus                      | Dreigeschossiger verputzter Bau, wohl Fachwerk mit massiver Fassade, auf niveauausgleichendem Werksteinsockel, unterkellert, unter Satteldach. Gurtgesims über EG, Sohlbankgesimse sowie profilierte Fensterrahmungen und Verdachungen aus Sandstein. Rechtsseitig Ladeneinbau (um 1900) mit Pilastervorlagen am Eingang. 1865 nach Brand des Vorgängers für Bürstenmacher Friedrich Haary errichtet. | 32702567 | BW             |
| Georgienstraße 3 52° 13′ 42″ N, 11° 0′ 33″ O     | Wohnhaus                      | Dreigeschossiger verputzter Massivbau, unterkellert, unter Satteldach. Fassade stark modernisiert. Gebäude mit Gewölbekeller. | 32702589 | BW             |
| Georgienstraße 4 52° 13′ 42″ N, 11° 0′ 33″ O     | Wohnhaus                      | Dreigeschossiger verputzter Massivbau unter Satteldach. EG mit Putzquaderung, horizontale Gliederung durch Gurt- und Sohlbankgesimse, die Fenster in den OGs profiliert eingefasst. Unter der Traufe antikisierendes Gesims mit Konsolen und Eierstab. | 32702612 | BW             |
| Georgienstraße 5 52° 13′ 42″ N, 11° 0′ 32″ O     | Wohnhaus                      | Dreigeschossiger Fachwerkbau auf Sockel unter abgewalmten Satteldach in Krempziegeldeckung. Erd- und erstes OG in Geschossbauweise, zweites OG vorkragend über gerundeten und geriefelten Balkenköpfen und profilierten Knaggen. Fachgefüge teils erneuert, im EG und der Westseite, die Andreaskreuze im ersten OG sind modern. Rückwärtig verschiedene verschachtelte Anbauten in Fachwerk, vom Hauptbau noch kleiner Teil des Gefüges sichtbar. Über dem südlichen Eingang ein Hirschkopf als Plastik. | 32702634 | BW             |
| Georgienstraße 10 52° 13′ 42″ N, 11° 0′ 34″ O    | Marktpassage Helmstedt        | Dreigeschossiger traufständiger Massivbau aus Bruchsteinmauerwerk, OGs in Fachwerk, verputzt und unter Satteldach mit Ziegelpfannendeckung. Gekuppelte Fenster mit profilierten Sandsteingewänden, originales Rundbogenportal in Sandstein mit Sitznischen mit Muschelwerk, darüber ein Okulus. | 32702676 | BW             |
| Georg-Calixt-Platz 2 52° 13′ 36″ N, 11° 0′ 46″ O | Wohnhaus                      | Zweigeschossiger traufständiger Fachwerkbau in Stockwerksbauweise auf verputzten niveauausgleichendem Sockel, unterkellert, mit Satteldach in Ziegelpfannendeckung. Vorkragendes OG über durchlaufend profilierten Balkenköpfen, Füllhölzern und Schwelle. Im EG gebogene Dreiviertelstreben, in den Brüstungsfeldern des OG Fußstrebenpaare. | 32709595 | BW             |
| Georg-Calixt-Platz 3 52° 13′ 36″ N, 11° 0′ 46″ O | Wohnhaus                      | Zweigeschossiger, traufseitig aufgeschlossener Fachwerkbau in Stockwerksbauweise auf Keramik-verblendeten Sockel unter Satteldach in Krempziegeldeckung, unterkellert. Das Fachwerkgefüge wurde geändert und erneuert: auseinanderlaufende Längsstreben, die Ausfachungen sind in verputzter Ziegelsetzung. Zugang über dreistufige vorgelegte Treppe. | 32709572 | BW             |
| Großer Kirchhof 52° 13′ 33″ N, 11° 0′ 46″ O      | St.-Stephani-Kirche           | Dreischiffige, fünfjochige Hallenkirche in Sandsteinquader-Mauerwerk mit 5/8-Chorpolygon, gerade schließenden Seitenschiffen sowie turmlosen Westriegel. Gewölbejoche im Mittelschiff über quadratischen, in den Seitenschiffen über längsrechteckigem Grundriss. Durchgreifender Umbau Anfang des 15. Jh., aus dem das Kreuzrippengewölbe mit figürlich reliefierten Schlusssteinen sowie die Außenmauern mit fünf Portalen und Maßwerksfenstern stammen. Glasmalereien von August F. Müller, das Satteldach sowie die floralen Ausmalungen 1903–1906. An der Außenfassade sowie im Innenbereich historische Epitaphien. Neben einer spätgotischen Pantokratos-Skulptur im Nordportal, einem Orgelprospekt der Renaissance von um 1584 sowie einem Altarretabel von 1644 eine beachtliche Sammlung an Ausstattungselementen aus dem 13. bis 20. Jh.                                                                                      | 32703083 | Weitere Bilder |
| Großer Kirchhof 52° 13′ 35″ N, 11° 0′ 47″ O      | Boeckelsche Kapelle           | Kleiner Rechtecksaal mit Segmentbogengiebelgiebel unter Satteldach. 1683 über einer bereits 1669(i) angelegten Gruft errichtet. Über dem Sockelgesims Grabtafeln in Kartuschenform, im von Pfeilern mit Kugeln gezierten Segmentbogengiebel ein Relief des auferstandenen Christus, flankiert von zwei Reliefkartuschen. Im Andachtsraum hinter dem Eisengittertor Prunksärge. Seitlich befinden sich eingelassene Okuli mit vegetabilen schmiedeeisernen Gittern mit Datierung. | 32703108 |                |
| Großer Kirchhof 1 52° 13′ 33″ N, 11° 0′ 48″ O    | Wohnhaus                      | Zweigeschossiges queraufgeschlossenes Fachwerkhaus in Stockwerksbauweise mit mittigen Zwerchhaus auf Werksteinsockel unter mit Ziegelpfannen gedeckten Halbwalmdach, traufständig. Fachwerk mit gekuppelten Ständern und Ziegelausfachungen, die Giebelseiten mit Ziegelpfannen bzw. Falzziegeln verschalt. Zwerchhaus zu den Seiten mit Ziegelpfannen, im Giebel mit Schiefer verschalt. Südlich anschließend eine massive Garage, ehemals Stallung in Fachwerk. | 32703155 | BW             |
| Großer Kirchhof 2 52° 13′ 32″ N, 11° 0′ 48″ O    | Wohnhaus                      | Zweigeschossiger queraufgeschlossener verputzter Fachwerkbau auf niveauausgleichendem Ziegelsockel unter Halbwalmdach in Betonpfannendeckung. EG massiv ersetzt, mit vorgelegter Treppe. Mittiges Zwerchhaus unter Dreiecksgiebel mit Zementfaserbehang. Nördlicher Anbau mit vorkragenden Seitengiebel von 1889. | 32703200 | BW             |
| Großer Kirchhof 5 52° 13′ 31″ N, 11° 0′ 47″ O    | Alte Schule                   | Zweigeschossiger queraufgeschlossener Fachwerkbau in Stockwerksbauweise mit zwei Zwerchhäusern auf massiven EG unter Satteldach mit Ziegelpfannendeckung. EG mit gekuppelten Fenstern, einem Haupteingang im profilierten Rundbogen mit bekrönender, auf Voluten-Konsole gestellter Löwenskulptur. Zweites OG vorkragend mit durchlaufend profilierten Gebälk, im Schwellenriegel eine durchlaufende Inschrift. Fachwerk im Fensterbereich gekuppelt, mit zwei Zwillingsfenster–Paaren und zentraler Vierlings–Fensterreihe, die Brüstungsgefache mit Andreaskreuzen. Über profilierten Balkenköpfen, Füllhölzer partiell entfernt, unterschiedlich gestaltete Zwerchhäuser mit auskragenden, in Netzform verzierten Dreiecksgiebeln. Rückwärtiges Fachwerk mit schwächeren Auskragungen und schlichteren Gefüge mit K-Runen, die Zwerchhäuser asymmetrisch angeordnet. Verschalte Giebelseiten, im Nordosten ein kleiner massiver Anbau. | 32703241 | BW             |

## H
| Lage                                             | Bezeichnung               | Beschreibung | ID       | Bild |
| ------------------------------------------------ | ------------------------- | --- | -------- | ---- |
| Heinrichsgasse 1 52° 13′ 34″ N, 11° 0′ 38″ O     | Wohnhaus                  | | 32703485 | BW   |
| Heinrichsgasse 1 52° 13′ 33″ N, 11° 0′ 37″ O     | Wirtschaftsanbau          | | 32715923 | BW   |
| Heinrichsgasse 2 52° 13′ 34″ N, 11° 0′ 37″ O     | Wohnhaus                  | | 32703509 | BW   |
| Heinrichsgasse 2 52° 13′ 34″ N, 11° 0′ 37″ O     | Gewölbekeller             | | 32716433 | BW   |
| Heinrichsplatz 52° 13′ 33″ N, 11° 0′ 39″ O       | Hampe-Brunnen             | Zentral platzierte Brunnenanlage aus Kalkstein, mit rundem, mit Inschrift versehenen Becken und seitlich auf Sockel positionierten lebensgroßen vollplastischen Frauenfigur. Auf dem Stuhl sitzende Garnspinnerin hält in der linken Hand ein Stoffbündel, während sie mit der rechten das Spindelrad bedient. Rückwärtig unter dem Stuhl eine Katze im Relief. Am Sockel ein gusseiserner Wasseraustritt. | 32714964 | BW   |
| Heinrichsplatz 1 52° 13′ 35″ N, 11° 0′ 38″ O     | Gewölbekeller             | Keller unter nordöstlichen Gebäudeteil im annähernd quadratischen Grundriss, mit Gewölbetonne in Ost-West-Richtung und Scheitelhöhe von ca. 3 m, vermutlich Substanz des Vorgängerbaus. | 32713481 | BW   |
| Heinrichsplatz 2 52° 13′ 34″ N, 11° 0′ 39″ O     | Wohnhaus                  | | 32703530 | BW   |
| Heinrichsplatz 4 52° 13′ 34″ N, 11° 0′ 38″ O     | Wohn-/ Geschäftshaus      | Dreigeschossiger Fachwerkbau in Stockwerksbauweise auf niveauausgleichendenverputzten Sockel unter abgewinkeltem Satteldach in Krempziegeldeckung. EG tw. massiv ersetzt, erstes OG vorkragend, über Balkenköpfen mit geriefelter Wulst an der Unterkante. Fachwerkgefüge im ersten und zweiten OG weitgehend erhalten, Brüstungsfächer mit Fußstrebenpaaren, einzelne pentfernt. Gebälk dem EG entsprechend. Gebälk unter der Traufe wie über EG. Zugesetzte Aufzugsluke im zweiten OG mit erhaltener Einfassung im Eselsrücken. | 32703563 | BW   |
| Heinrichsplatz 5 52° 13′ 33″ N, 11° 0′ 39″ O     | Wohn-/ Geschäftshaus      | Zweigeschossiger Fachwerkbau in Stockwerksbauweise auf niveauausgleichenden verputzen Sockel unter Satteldach in Hohlpfannendeckung mit mittlerem Zwerchhaus und flankierenden Gauben. EG massiv ersetzt, durch Ladeneinbau verändert, im Torbalken geschnitzte Inschriften und Schildwappen. Fachwerkgefüge im OG weitgehend erhalten, mit Fußstrebenpaaren in den Brüstungsgefachen. OG auskragend. Oberkante durchlaufend mit flacher Wulst und Kehle profiliert, über OG Balkenköpfe wie über EG. Im OG und im vorkragenden Zwerchhaus ursprünglich Aufzugsluken, doppeltes Tauband mit Perlstab auf den Stielen erhalten. Seitlicher Behang des Zwerchhauses mit Hohlpfannen. Rückwärtig verändertes Gefüge, verschiedene Anbauten und Nebengebäude bis an die Beguinenstraße reichend. | 32703585 | BW   |
| Heinrichsplatz 7 / 8 52° 13′ 33″ N, 11° 0′ 40″ O | Wohnhaus                  | Zweigeschossiger Fachwerkbau in Geschossbauweise auf mit Keramik verkleideten Sockel unter Satteldach in Betonpfannendeckung. EG durch Ladeneinbau verändert. Gebälk unter der Traufe originär erhalten. Darüber ehemaliger Aufzugserker mit seitlichen Behang mit Asbestzementplatten. | 32703622 | BW   |
| Heinrichsplatz 9 52° 13′ 34″ N, 11° 0′ 41″ O     | Professorenhaus           | Zweigeschossiger stark verputzter Fachwerkbau in Stockwerksbauweise in zwei Gebäudeteilen unterschiedlicher Gebäudetiefe und Höhe, auf Werksteinsockel mit vorgelegten Stufen, teilunterkellert, unter Satteldächern in Betonpfannendeckung. Fassade beider Gebäudeteile um 1860 verputzt und einheitlich mit profilierten Fenstereinfassungen und Gurtgesims gestaltet. Rückwärtig stark verändertes Sichtfachwerk. Im östlichen EG klassizistische Haustür, im ersten OG ehemaliger Vorlesungssaal. | 32703676 | BW   |
| Heinrichsplatz 11 52° 13′ 35″ N, 11° 0′ 41″ O    | Wohn-/ Wirtschaftsgebäude | Zweigeteiltes Fachwerkgebäude in gemischter Bauweise auf niveauausgleichenden verputzten Werksteinsockel unter stumpf abgewinkeltem Satteldach in Betonpfannendeckung. Östlicher Hauptteil von 1580 als dreigeschossiger Fachwerkbau, EG und erstes OG in Geschossbauweise, zweites OG vorkragend in Stockwerksbauweise über gerundeten Balkenköpfen und profilierten Knaggen. Über wiederverwendeten Türsturz mit geschnitztem Vorhangbogen und Datum „1503“ ein farbig gefasstes Steinrelief mit zwei Wappen, eingerahmt von Gebälk auf Konsolen und seitlichen Voluten. Westlicher Gebäudeteil aus dem 17. Jh. zweigeschossiger Fachwerkbau in Stockwerksbauweise, gleich hoch aber weniger tief als das Haupthaus, vermutlich ehemaliger Wirtschaftsanbau, Toreinbau erst 1912. Fachwerkgefüge im EG durch Fenstereinbau verändert, vorkragendem OG mit Andreaskreuzen in den Brüstungsgefachen. | 32703702 | BW   |
| Heinrichsplatz 12 52° 13′ 35″ N, 11° 0′ 39″ O    | Wohn-/ Wirtschaftsgebäude | Zwei – dreigeschossiger Fachwerkbau mit massiver Fassade bestehend aus zwei Teilen. Eckgebäude auf niveauausgleichenden verputzten und keramikverblendeten Sockel mit Souterrain und Mezzaningeschoss unter abgewinkeltem Satteldach in Hohlpfannendeckung. EG in Rustika-Quaderimitation, profiliertes Gurtgesims, Fenster mit segmentbogenförmiger Verdachung und profilierter Einfassung. Vertiefte Brüstungsfelder mit Rankenreliefs und Frauenprotomen. EG durch Ladeneinbau verändert. | 32713459 | BW   |
| Holzberg 52° 13′ 36″ N, 11° 0′ 34″ O             | Platzfläche               | Platzfläche des Holzberges in Form eines sich nach Süden verjüngenden Dreiecks, mit Baumbestand am Platzrand, umschlossen von Wohnhausbebauung. Der Holzberg hatte schon früh eine Marktplatzfunktion, hier wurde bis in das 20. Jh. hinein während der Jahrmärkte Vieh verkauft, weshalb immer nur ein Teil des Platzes gepflastert war. Kopfsteinpflaster stammt von 1900. | 32703739 | BW   |
| Holzberg 2 52° 13′ 38″ N, 11° 0′ 33″ O           | Wohnhaus                  | Dreigeschossiger traufständiger Fachwerkbau in Stockwerksbauweise Werksteinsockel aus Sandstein, unterkellert, mit Satteldach in Krempziegeldeckung und mittigen Zwerchhaus. Im EG eine linksseitige Durchfahrt mit segmentbogiger Einfahrt, Haustür mit originalem Oberlicht über zweistufiger Freitreppe und Holzrahmung der Fenster von um 1900. Regelmäßigea Fachwerkgefüge mit gekuppelten Stielen und Fußstreben in den Eckgefachen originär verblieben. Rohziegelausfachung. Am Westgiebel Gefüge mit zweifeldigen Streben, teilweise mit Bruchsteinausmauerung. | 32703777 |      |
| Holzberg 3 52° 13′ 38″ N, 11° 0′ 32″ O           | Wohnhaus                  | Zweigeschossiger verputzter Fachwerkbau auf niveauausgleichenden verputzten Kellersockel über L-förmigem Grundriss unter abgewinkeltem Mansarddach in Falz- und Krempziegeldeckung mit mittigen Zwerchhaus mit Dreiecksgiebel flankiert von kleinen Gauben. Im EG mittiger Hauseingang mit originaler Rahmung sowie späterer Ladeneinbau. Eckverquaderung im Lang-Kurz-Verband, im OG Sohlbankgesims unter originaler Fensteranordnung. Putzfassade mit reliefartigen Akzenten. Errichtet: zweite Hälfte 18. Jh., Laden 1894. | 32703801 | BW   |
| Holzberg 4 52° 13′ 38″ N, 11° 0′ 32″ O           | Professorenhaus           | Zweigeschossiges Fachwerkhaus als Eckbau auf niveauausgleichendem Sockel, an Tiefetal fast geschosshoch, unter abgewinkeltem Satteldach mit Zwerchhaus und westlicher Giebelgaube. Im EG nachträglicher Ladeneinbau, Putzfassade reliefartig akzentuiert. 1710/11 durch Bürgermeister Martin Albert Cerubin errichtet, 1870 Einbau eines Zimmers im Souterrain. | 32703825 | BW   |
| Holzberg 5 52° 13′ 38″ N, 11° 0′ 31″ O           | Wohnhaus                  | | 32703848 |      |
| Holzberg 6 52° 13′ 38″ N, 11° 0′ 30″ O           | Wohnhaus                  | Zweigeschossiger Fachwerkbau in Stockwerksbauweise auf verputzten Sockel, teilunterkellert, unter Satteldach in Betonpfannendeckung. OG vorkragend. Gefüge im Erd- und ersten OG durch Fenstervergrößerungen verändert. Brüstungsfelder des ersten OG stark überputzt, Stiele aufgemalt. 1877 Aufstockung im vorderen Hausteil, leichte Vorkragung. Rückseite zweigeschossig ohne Vorkragung, Gefüge stärker verändert und teilweise massiv ersetzt. Von 1877 Querbau mit Durchfahrt vor dem Nordgiebel. Vorne drei–, rückwärtig zweigeschossig, tw. in Fachwerk, tw. massiv, mit zweiachsigen Zwerchhaus und überhöhten Ostgiebel. | 32703866 |      |
| Holzberg 7 52° 13′ 37″ N, 11° 0′ 30″ O           | Gastwirtschaft            | Zweigeschossiges queraufgeschlossenes Wohnhaus, massiven EG (ca. 19. Jh.). Sockel verputzt, Satteldach in Ziegelpfannendeckung, außermittiges Zwerchhaus mit geschweiftem Giebel und kupfernen Firstspitze. OG leicht vorkragend. In den Brüstungsfeldern des OG Andreaskreuze, im Zwerchhaus Diagonalstreben, darüber Fenster. Fenster im EG mit Sandsteingewänden, Tür mit profilierter Rahmung. | 32703888 |      |
| Holzberg 8 52° 13′ 36″ N, 11° 0′ 31″ O           | Wohnhaus                  | Zweigeschossiges Wohnhaus, ursprünglich ganz in Fachwerk, EG jetzt modern massiv ausgebaut, auf verputzten Sockel, unterkellert. Satteldach in Ziegelpfannendeckung mit zwei Gauben, außermittiges späteres Zwerchhaus mit geschwungenem Giebelabschluss mit Asbestzementplatten verkleidet. OG leicht über profilierten Balkenköpfen und Füllhölzern vorkragend; Gefüge des OG im 19. Jh. erneuert, mit gekuppelten Ständern und symmetrisch angelegten Fußstreben in Brüstungsfächern. | 32703912 |      |
| Holzberg 9 52° 13′ 36″ N, 11° 0′ 31″ O           | Wohnhaus                  | Dreigeschossiger Fachwerkbau auf keramikverblendeten Sockel unter Satteldach in Ziegelpfannendeckung. Erd- und erstes OG in Geschossbauweise. Zweites OG über gerundeten und geriefelten Balkenköpfen vorgekragt. Ursprünglich Gebäudeteil mit Nr. 10, 1658 abgeteilt, nun verputzt und gestrichen. Fenster im Erd- und erstem OG in profilierter Holzeinfassung, in den OG profilierte Brüstungsbänder. Die Anordnung rückwärtiger Gebäude weist Kammstrukturen auf, baulich mit einem rückwärtigen jüngeren Fachwerkflügel verbunden. | 32703959 |      |
| Holzberg 10 52° 13′ 36″ N, 11° 0′ 31″ O          | Wohnhaus                  | Dreigeschossiger Fachwerkbau aufverputzten Sockel unterabgewalmten Satteldach in Ziegelpfannendeckung. Erd- und erstes OG in Geschossbauweise. Zweites OG über gerundeten und geriefelten Balkenköpfen vorgekragt. Gefüge im EG teils verändert, Reste vom Schuppendekor sowie Rosette auf Ständer. Im OG Gefüge teils erneuert, Fußstrebenpaare in den Brüstungsfeldern. Vor dem Südgiebel eine niedrigere Bruchsteinmauer, teilweise verputzt unter schmalen Satteldach, wohl Rest eines mittelalterlichen Steinhauses. | 32703959 |      |
| Holzberg 10 52° 13′ 36″ N, 11° 0′ 31″ O          | Seitenflügel              | Zweigeschossiger, traufständiger Gebäudeflügel an der Schmiedegasse. Massive Traufwand aus Bruchsteinmauerwerk mit zugesetzter Tür, ansonsten als Fachwerkbau errichtet. Baukörper aus unterschiedlichen Bauphasen, die Kernsubstanz inschriftlich auf 1578 datiert. Ursprüngliche Stall und Werkstattnutzung durch Schmiede. | 32714564 | BW   |
| Holzberg 11 52° 13′ 35″ N, 11° 0′ 32″ O          | Wohnhaus                  | Zweigeschossiger Bau auf Bruchsteinsockel, unterkellert, unter Satteldach in Ziegelpfannendeckung. EGs massiv und verputzt, Eckquaderung im Lang-Kurz-Verband, Nordgiebel vollständig massiv. Fenster mit Klappläden sowie Tür mit Sandsteinrahmung, an Tür geohrt profiliert und mit Oberlicht ausgestattet. Originale Tür mit Klinke über zwei vorgelegten Stufen. OG im unveränderten Fachwerk mit einzelnen Fußstreben und überstrichenen Ziegelziersetzung in den Gefachen; rückwärtiges Gefüge ebenso strukturiert. Rückwärtig ein späterer giebelständiger Anbau, ebenfalls mit massiven EG sowie OG in Fachwerk. Rückgebäude in Fachwerk an der Bauerstraße. | 32703986 | BW   |
| Holzberg 12 52° 13′ 35″ N, 11° 0′ 32″ O          | Wohnhaus                  | Dreigeschossiger Fachwerkbau auf keramikverblendeten Sockel, unterkellert, mit Satteldach in Ziegelpfannendeckung. Später massives EG verputzt, Inschrift im Schwellbalken mit Datierung Anno 1632. Zweites OG über abgebeilten Balkenköpfen schwach vorkragend. Verputzte Ausfachung. Bau rückwärtig im zweiten OG mit Senkrechtverschalung, darunter Gefache weitgehend mit Glasbausteinen ausgefüllt. Anbau ebenfalls mit Senkrechtverschalung. | 32704010 |      |
| Holzberg 13 52° 13′ 35″ N, 11° 0′ 32″ O          | Wohnhaus                  | | 32704028 |      |
| Holzberg 14 52° 13′ 35″ N, 11° 0′ 33″ O          | Wohn-/ Wirtschaftsgebäude | Stattlicher dreigeschossiger Bau, ursprünglich I. und II. Geschoss im Fachwerk in Geschossbauweise, 1903 massiv ersetzt und in Rustika-Quaderung verputzt. Werksteineinfassungen sowie Korbbogenfenster im EG, darüber gekuppelte Fenster mit Sandstein-Sohlbankgesims. Zweites Fachwerkobergeschoss stark vorkragend, wohl um 1600. Ehemaliger mittiger Ladestock zugesetzt, das zugehörige Perlschnurschnitzwerk erhalten. Gebäude zum Holzberg mit Längstonne unterkellert. Rückwärtiger Innenhof mit quadratisch umschließenden ehemaligen Wirtschaftsgebäuden, Remisen und Ställen. | 32704052 |      |
| Holzberg 14 52° 13′ 34″ N, 11° 0′ 33″ O          | Wohnhaus                  | Zweigeschossiger schlichter Fachwerkbau in Stockwerksbauweise, mit gekuppelten Ständern und symmetrisch angeordneten Fußstreben, erbaut erste Hälfte des 19. Jh. Zum nördlich gelegenen Haupthaus zugehörig. | 32854628 |      |
| Holzberg 14 52° 13′ 35″ N, 11° 0′ 32″ O          | Nördlicher Seitenflügel   | Zweigeschossiger stark veränderter Fachwerkbau in Stockwerkbauweise unter Halbwalmdach. Ständer und Knaggen im EG erneuert, Fachwerkgefüge im OG durch Fenstereinbauten verändert. Gebäude ist in Ost-West-Richtung zum Teil mit einem Tonnengewölbe unterkellert. Zur Bauerstraße ein vorkragender Giebel mit Sichtgefüge und Ziegelausfachung, die Fassade dort im Erd- und OG massiv. | 32854639 | BW   |
| Holzberg 14 52° 13′ 34″ N, 11° 0′ 33″ O          | Südlicher Seitenflügel    | Zweigeschossiger veränderter Fachwerkbau in Stockwerkbauweise mit vorkragenden OG unter Halbwalmdach. Balkenköpfe, Stockwerksschwelle und Füllbretter mit Wülsten und Kehlen durchlaufend profiliert. Im Erd- und OG Vorhangbögen, Fachwerk-Verstrebungen mit Fuß- und gebogenen Streben sowie giebelseitig eine Mann-Figur und flankierende K-Streben. Ausfachungen mit Ziegeln ausgemauert und verputzt. Der Südflügel umschließt gemeinsam mit anderen Wirtschaftsgebäuden quadratisch den Wirtschaftshof. | 32854652 | BW   |
| Holzberg 17 52° 13′ 34″ N, 11° 0′ 34″ O          | Wohn-/ Wirtschaftsgebäude | Zweigeschossiger Fachwerkbau auf verputzten Sockel, unterkellert, mit Satteldach in Krempziegeldeckung. EG und Zwischengeschoss jetzt zusammengefasst. Gefüge durch Fenstereinbauten verändert, einzelne Fußstreben vorhanden. OG über gerundeten und seitlich gefasten Balkenköpfen sowie profilierten Knaggenvorkragend. Aufzugsluke und Fenster mit Vorhangbögen, darüber später angefügte Gauben. Zweigeschossiger Fachwerkbau auf Bruchsteinsockel unter Satteldach in Krempziegeldeckung mit Aufzugserker. EG und Zwischengeschoss jetzt zusammengefasst. Gefüge durch Fenstervergrößerungen verändert. OG über gerundeten und geriefelten Balkenköpfen sowie profilierten Knaggenvorkragend. Außermittig zwei Aufzugsluken mit Vorhangbögen, Giebel und Aufzugserkers ebenfalls vorkragend.                                                                                                   | 32704117 |      |
| Holzberg 18 52° 13′ 33″ N, 11° 0′ 35″ O          | Wohnhaus                  | Zweigeschossiger Fachwerkbau in Stockwerksbauweise mit außermittigen Zwerchhaus auf verputzten niveauausgleichenden Natursteinsockel, mit tonnengewölbten Keller, unter Satteldach mit Krempziegeldeckung. Fachwerk im EG tw. mit Brettern und Platten fachwerkähnlich verkleidet, Eingang hinter rundbogigen Vorschauer. Sonst erhaltenes Gefüge mit gekuppelten Stielen, einzelnen Fußstreben sowie Diagonalstreben und vorderseitig gestrichenen, seitlich verputzten Ziegelausfachung. Seitlicher Behang des Zwerchhauses und des südlichen Giebels mit Kunststoffplatten. | 32704141 | BW   |
| Holzberg 19 52° 13′ 33″ N, 11° 0′ 36″ O          | Wohnhaus                  | Dreigeschossiger Massivbau auf niveauausgleichendem Sockel unter Satteldach in Krempziegeldeckung. Im EG Quadermauerwerk in Sandstein, Fenster und Tür mit Segmentbögen. Erstes und zweites OG in gelben Ziegelmauerwerk mit zurückgestuften Brüstungsfeldern. Fenstereinfassungen, -verdachungen und Sohlbankgesims in Sandstein. Traufgesims mit Konsolen im Zierverband gemauert, Giebelwände überhöht gestaltet. | 32704165 | BW   |
| Holzberg 21 52° 13′ 34″ N, 11° 0′ 36″ O          | Wohnhaus                  | Zweigeschossiger, abgewinkelter Bau mit massiver verputzter Stuckfassade auf niveauausgleichendem Sockel, teilunterkellert, unter abgewinkeltem Satteldach in Krempziegeldeckung. Geschosstrennendes Zahnschnittband, im OG vegetabile Ornamentreliefs in den Brüstungsfächern, oben ein Drempel mit blinden Fensterluken. Rückseite in Bruchsteinmauerwerk mit schlichten Sandsteinfenstereinfassungen. | 32704200 | BW   |
| Holzberg 21 52° 13′ 34″ N, 11° 0′ 37″ O          | Nebengebäude              | Zweigeschossiger Fachwerkbau in Stockwerksbauweise als späterer Anbau auf der Grundstücksgrenze. Die rückwärtige Traufwand in Bruchsteinmauerwerk ausgeführt. Rückseite in Fachwerk mit gekrümmten Streben über zwei Gefache. | 32714034 | BW   |
| Holzberg 21 52° 13′ 34″ N, 11° 0′ 36″ O          | Erweiterungsbau           | | 32714058 | BW   |
| Holzberg 22 52° 13′ 34″ N, 11° 0′ 36″ O          | Wohnhaus                  | Zweigeschossiger Fachwerkbau mit massiver Fassade auf verputzten Sockel unter nach Norden abgewalmten Satteldach und mittigen Zwerchhaus mit geschweiftem Giebel. EG durch Ladeneinbau verändert, in den OGs putzprofilierte Fenstereinfassungen und –verdachungen sowie Giebeleinfassung. Am Zwerchhaus Asbestplattenbehang. | 32704226 | BW   |
| Holzberg 23 52° 13′ 35″ N, 11° 0′ 36″ O          | Wohn-/ Wirtschaftsgebäude | Stattlicher symmetrischer zweigeschossiger Fachwerkbau in Stockwerksbauweise auf niveauausgleichendem Quadersockel in Sandstein unter Mansarddach mit Krempziegel- und Hohlpfannendeckung und mit dreiachsigen mittleren Zwerchhaus. Im EG verzierte Tür aus der zweiten Hälfte des 19. Jh. Regelmäßiges Fachwerkgefüge mit einzelnen Fußstreben und gekuppelten Stielen nur geringfügig verändert. Karniesbogen über Zwerchhaus mit schiefernen Giebelbehang, seitlich je zwei Gauben. Rückwärtiger Anbau im OG leicht vorkragend über Balkenköpfen, Ausfachung mit gelben Ziegeln. | 32704244 |      |
| Holzberg 24 52° 13′ 35″ N, 11° 0′ 36″ O          | Wohnhaus                  | | 32704268 | BW   |
| Holzberg 25 52° 13′ 35″ N, 11° 0′ 36″ O          | Wohnhaus                  | Dreigeschossiger stark verputzter Fachwerkbau, unterkellert, mit Satteldach in Holpfannendeckung. Vorderfassade verputzt, Fenstereinfassungen in Holzrahmen. Erd- und erstes OG der rückwärtigen Fassade mit durchschießenden Ständern, zweites OG leicht vorkragend, Gebälk durch Verbretterung verdeckt, Gefüge mit gebogenen Fußstreben ausgesteift. | 32704286 | BW   |
| Holzberg 25a 52° 13′ 36″ N, 11° 0′ 36″ O         | Wohnhaus                  | Dreigeschossiger schlichter verputzter Massivbau auf verputzten Sockel, unterkellert. Originaler Türeinbau, Mansarddach in Krempziegeldeckung mit Schleppgauben sowie überhöhten Giebelwänden mit Krempziegelbehang. | 32704304 | BW   |
| Holzberg 26 52° 13′ 36″ N, 11° 0′ 36″ O          | Wohn-/ Geschäftshaus      | | 32704322 |      |
| Holzberg 27 52° 13′ 36″ N, 11° 0′ 36″ O          | Wohnhaus                  | Dreigeschossiger Fachwerkbau in Stockwerksbauweise auf niveauausgleichendem Sandsteinsockel unter Satteldach in Krempziegeldeckung. Im Kern ca. 16. Jh., eingreifender Umbau „1732“(i), im 19. Jh. um ein Vollgeschoss aufgestockt, insgesamt stark verändert. Rückwärtige drei Fach breite Erweiterung unter dem Hauptdach und eingeschossiger Anbau unter Pultdach. Unterkellert mit einem nennenswerten Gewölbekeller. Bauherr Posamentierer J. G. Schröder. | 32704340 |      |
| Holzberg 28 52° 13′ 36″ N, 11° 0′ 35″ O          | Wohn-/ Wirtschaftsgebäude | Dreigeschossiger stark verputzter Fachwerkbau mit außermittigen Zwerchhaus mit Aufzugsluke und Kranhaube unter Satteldach in Krempziegeldeckung. Verändertes EG und erstes OG in Geschossbauweise, Traufe und Zwerchhaus vorkragend. Seitlicher Behang mit Krempziegeln. Rückwärtige Fassade im Erd- und ersten OG massiv ersetzt, im zweiten OG Fachwerk mit einzelnen Fußstreben und Ausfachung in Lehmstakung. | 32704362 |      |
| Holzberg 29 52° 13′ 37″ N, 11° 0′ 35″ O          | Wohnhaus                  | Dreigeschossiger Fachwerkbau auf niveauausgleichendem verputzten Sockel unter Satteldach in Krempziegeldeckung. Fassade des Erd- und OG massiv, zweites OG in verputzten Fachwerk vorkragend, das Gebälk verschalt. Unter Traufe gerundete Balkenköpfe und Füllhölzer. Rückwärtiges Erd- und erstes OG mit Ziegelmauerwerk unterfangen. Zweites OG in Fachwerk mit Fußstreben, tw. Ausfachung mit Lehmstakung. | 32704385 |      |
| Holzberg 31 52° 13′ 37″ N, 11° 0′ 35″ O          | Wohnhaus                  | Dreigeschossiger stärker veränderter Fachwerkbau, auf niveauausgleichendemverputzten Hausteinsockel, teilunterkellert, mit Satteldach in Hohlpfannendeckung. Erd- und erstes OG bis auf Rückseite 1870 massiv ersetzt und in Quaderimitation verputzt. Vorgelegte zweistufige Treppe vor Haupteingang, tiefer liegende Tür im nördlichen Hausteil führt zum Souterrain-Geschoss. Gekuppelte Kreuzstockfenster, im EG mit gusseisernen Mittelstützen, sowie Fenstereinfassungen in Stuck. Gebäude rückwärtig in Sichtfachwerk. | 32704427 | BW   |

## J
| Lage                                      | Bezeichnung          | Beschreibung | ID       | Bild |
| ----------------------------------------- | -------------------- | --- | -------- | ---- |
| Juliusplatz 1 52° 13′ 46″ N, 11° 0′ 34″ O | Wohn-/ Geschäftshaus | Dreigeschossiger verputzter Massivbau Mansardwalmdach in Biberschwanz- und Falzziegeldeckung mit Dachgauben. Kolossale Lisenengliederung mit Jugendstil–Dekor, Fenster– und Wandflächen dazwischen gitternetzartig gegliedert. Späterer Ausbau zum Wohnhaus.                                      | 32704581 |      |
| Juliusplatz 4 52° 13′ 46″ N, 11° 0′ 31″ O | Wohnhaus             | Zweigeschossiger verputzter Fachwerkbau auf verputztem Kellersockel unter Satteldach in Hohlpfannendeckung mit zwei späteren Dachgauben. Profiliertes geschosstrennendes Gesims, fein profilierte Fenster- und Türrahmungen in Holz. Rückwärtig im EG verputzt, im OG mit Senkrechtverbretterung. | 32704603 | BW   |
| Juliusplatz 5 52° 13′ 46″ N, 11° 0′ 30″ O | Wohnhaus             | | 32704621 | BW   |

## K
| Lage                                             | Bezeichnung                       | Beschreibung | ID       | Bild |
| ------------------------------------------------ | --------------------------------- | --- | -------- | ---- |
| Kirchstraße 2 52° 13′ 35″ N, 11° 0′ 44″ O        | Wohnhaus                          | Zweigeschossiger queraufgeschlossener Fachwerkbau in Stockwerksbauweise auf niveauausgleichenden Werksteinsockel unter Walmdach in Hohlpfannendeckung. Schlichtes symmetrisches Fachwerkgefüge mit gekuppelten Ständern und voneinanderlaufenden Dreiviertelstreben. Im Schwellbalken aufgemalte Inschrift. Seitlicher Behang mit Hohlpfannen, Eingang nachträglich in westlichen Anbau versetzt. | 32704882 | BW   |
| Kirchstraße 3 52° 13′ 35″ N, 11° 0′ 42″ O        | Wohnhaus                          | Stattlicher, queraufgeschlossener zweigeschossiger Fachwerkbau in Stockwerksbauweise, auf Werksteinsockel, unterkellert, unter Mansarddach in Ziegelpfannendeckung. Mittiges Zwerchhaus mit profilierten Schweifgiebel mit Betonfaserplattenbehang, flankierende Dachhäuschen mit Schieferbehang. Regelmäßiges Gefüge mit gekuppelten Stielen und Fußstreben, mit gestrichener Ziegelausfachung. EG am Ostgiebel massiv, rückwärtig spätere massive Treppenhausanbauten. Klassizistischer Eingangsbereich. | 32704907 | BW   |
| Kleiner Wall 14 52° 13′ 33″ N, 11° 0′ 49″ O      | Wohnhaus                          | Zweigeschossiger verputzter Massivbau auf unregelmäßigen Grundriss unter abgewalmten Mansarddach. Straßenseitig ein polygonaler, turmartiger Eckrisalit. Im OG Sohlbankgesims, darüber Zwerchhaus mit Dreiecks-Ochsenauge, flankiert von späteren Dachgauben. Nordseite freistehend. | 32705085 | BW   |
| Kleiner Wall 16 / 17 52° 13′ 32″ N, 11° 0′ 49″ O | Wohnhaus                          | Zweigeschossiger Rohziegelbau als Zwillingsbau auf Quadersockel, unterkellert, mit ausgebauten DG mit Drempel unter Satteldach in Ziegelpfannendeckung. Zwei Mittelrisalite mit abschließenden Zwerchhäusern. Reiche Schmuck- und Gliederungselemente aus Putz in Formen der Neorenaissance, überhöhte Giebelseiten mit Ziegelpfannenbehang. Nr. 16 etwas breiter und mit Konsolenfries an der Traufe, beide Hälften mit originalen Türen. | 32705104 | BW   |
| Kleiner Wall 18 52° 13′ 32″ N, 11° 0′ 49″ O      | Wohnhaus                          | Eingeschossiger Rohziegelbau auf verputzten Sockel, unterkellert, mit ausgebauten Dachgeschoss mit Drempel unter Satteldach in Betondachsteindeckung. Mittelrisalit abschließend mit Zwerchhaus mit Freigespärre. Fenster mit Putzrahmung in spätklassizistischen Formen, zu den Seiten gekuppelt, im freistehenden Giebel in schlichten Segmentbögen. | 32705142 | BW   |
| Kleiner Wall 19 / 20 52° 13′ 31″ N, 11° 0′ 49″ O | Wohnhaus                          | Zweigeschossiger Rohziegelbau (straßenseitige Fassade in gelben Klinker, Südseite im roten Ziegel) mit Sandstein- und Putzelementen, aufPutzsockel, unterkellert, mit ausgebauten DG mit Drempel unter Walm- bzw. Halbwalmdach in Falzziegeldeckung. Fassaden nicht übereinstimmend gestaltet und in sich asymmetrisch. Nördlicher Hausteil in den OGs risalitartig vortretend und vom Ziergiebel bekrönt, nördlich ein turmartiges Dachhäuschen in Fachwerk. Im EG überdachte Terrasse, an Fenstern Reliefs mit vegetabilem Jugendstildekor. Im südlichen Hausteil Mitte durch Erker teils in Fachwerk betont. Eckerker als polygonaler Turm mit Fachwerk und kupfernen Dachhelm. Südlich ein hochgelegter Eingang mit originaler Haustür. | 32705180 | BW   |
| Kleiner Wall 21 52° 13′ 30″ N, 11° 0′ 48″ O      | Wohnhaus                          | Zweigeschossiger verputzter Massivbau auf Quadersockel, straßenseitig rustiziert, unterkellert. Ausgebautes DG mit Drempel unter nach Nordosten abgewalmtem Satteldach in Ziegelpfannendeckung. Mittelrisalit mit Zwerchhaus mit flachen Dreiecksgiebel mit kleinem Fußwalm abgeschlossen. Profilierte Putz-Einfassungen der Fenster. Mittelrisalit alternierend gestaltet: im EG mit Putzquaderung, im OG mit Eckquaderung, Fenster von Pilastern eingefasst. Im OG verkröpfte profilierte Gurt- und Brüstungsgesimse, freistehender Nordostgiebel schlicht verputzt. | 32705199 | BW   |
| Kleiner Wall 22 / 23 52° 13′ 30″ N, 11° 0′ 47″ O | Wohnhaus                          | Zwei fast gleichartige verbundene Rohziegelbauten: Jeweils zweigeschossig auf rustizierten Quadersockel, unterkellert, mit ausgebauten Dachgeschoss mit Drempel unter Satteldächern in Kremp- sowie Betonpfannendeckung. Mittelrisalite, turmartig abgeschlossen mit Pyramidenstumpf als Turmhelm. Rote Ziegelfassade relativ stark plastisch durchgeformt mit Hilfe von Gesimsen, Vertiefungen der Fensterbrüstungsfriese, Blendbogengliederung an den Mittelrisaliten, alternierend mit gelben Klinker in Fenstereinfassungen und Konsolfries unter der Traufe. Fenster der DG an den Mittelrisaliten durch Pilaster mit korinthischen Sandsteinkapitellen eingefasst. EG gebändert, originales Einfahrtstor. | 32705218 | BW   |
| Kleiner Wall 24 52° 13′ 30″ N, 11° 0′ 46″ O      | Wohnhaus                          | Zweigeschossiger Rohziegelbau auf Sandsteinquadersockel, unterkellert, mit ausgebauten DG mit Drempel unter Satteldächern, teilweise abgewalmt, in Falzziegeldeckung. Asymmetrische Gliederung des Baus. Außermittiger Risalit mit Ziergiebelabschluss, flankiert von zwei Dachgauben. Nach Westen Verbreiterung des Baus durch abgestuften Trakt, im Winkel teilüberdachte Terrasse im EG, im OG Wintergarten in Holzkonstruktion. Hellrote Klinker, Werksteineinfassungen in Sandstein, originale Oberlichter mit grüner Verglasung erhalten. Im Brüstungsbereich des Risalit–OGs Reliefs mit Monogrammen. Rückwärtig Treppenhausanbau, um den vorgelagerten Garten eine schmiedeeiserne Einfriedung. | 32705256 | BW   |
| Kleiner Wall 26 52° 13′ 29″ N, 11° 0′ 44″ O      | Wohnhaus                          | | 32705340 | BW   |
| Kleiner Wall 27 52° 13′ 28″ N, 11° 0′ 43″ O      | Wohnhaus                          | Zweigeschossiger Rohziegelbau auf Sandsteinquadersockel, unterkellert, ausgebautes DG mit Drempel unter Satteldach in Betonpfannendeckung mit flankierenden Dachhäuschen. Mittelrisalit mit abschließendem Zwerchhaus unter Walmdach. Fassade in gelben Klinkern mit Schmuck- und Gliederungselementen aus Sandstein in spätklassizistischen Formen: profiliertes Gurtgesims, Eckverquaderung des Mittelrisalits, alternierende Fenstereinfassungen, im OG mit Rundgiebel und pflanzlichen Ziermotiven über dem Schlussstein, unter der Traufe teilweise ornamentierte Konsolen. Baufeste Ausstattung einschließlich bauzeitlichen Fenstern und Türen. | 32705407 | BW   |
| Kleiner Wall 27 52° 13′ 28″ N, 11° 0′ 42″ O      | Einfriedung                       | Straßenseitige schmiedeeiserne Einfriedung in längen-alternierenden Sprossen mit teils Zierspitzen, in Sandsteinpfeilern verzapft. Torpfeiler aus Sandstein mit Sockelzone, Schaft und profiliert auskragenden Kapitellen an westlicher Zufahrt. | 32716367 | BW   |
| Kleiner Wall 27 52° 13′ 29″ N, 11° 0′ 43″ O      | Nebengebäude                      | Bauzeitliches Nebengebäude rückwärtig vom Haupthaus. | 32716299 | BW   |
| Kleiner Wall 27 52° 13′ 29″ N, 11° 0′ 42″ O      | Pflasterung                       | Historische Kopfsteinpflasterung rückwärtig vom Haupthaus. | 32716345 | BW   |
| Kleiner Wall 27 52° 13′ 29″ N, 11° 0′ 42″ O      | Gartenlaube                       | Bauzeitliche Gartenlaube am nördlichen Flurstücksende. | 32716321 | BW   |
| Kleiner Wall 27 52° 13′ 29″ N, 11° 0′ 42″ O      | Stadtturm / Mauer                 | Reste des mittelalterlichen Stadtturms aus Bruchstein auf kreisrundem Grundriss, halbrund vorkragend im Verlauf der Stadtmauer integriert. Obere Stockwerke nicht mehr erhalten, Teil der mittelalterlichen Stadtbefestigung. | 32705382 | BW   |
| Kornstraße 3 52° 13′ 37″ N, 11° 0′ 38″ O         | Fassade                           | Erhaltene Straßenfassade eines ursprünglichen stattlichen Fachwerkhauses. EG durch Ladeneinbau massiv ersetzt, ursprünglich mit erstem OG in Geschossbauweise. Zweites OG vorkragend über Balkenköpfen mit senkrecht geriefelter Wulst und typischer Kerbverschnittverzierung. Zweites OG mit Fußstrebenpaaren, ursprünglich ein durchlaufender angeblatteter Brüstungsriegel. Gebälk unter der Traufe verbrettert, mittiges Zwerchhaus mit Schweifgiebel ursprünglich mit Aufzugsluke. | 32705586 | BW   |
| Kornstraße 7 52° 13′ 36″ N, 11° 0′ 38″ O         | Wohn-/ Wirtschaftsgebäude         | Dreigeschossiger Fachwerkbau, EG nachträglich durch Ladeneinbauten völlig verändert, Gewölbekeller, Satteldach in Hohlpfannendeckung. Fassade im EG einschließlich Sockel mit Kacheln verkleidet. Die OGe in Fachwerk in Stockwerkbauweise. Zweites OG vorkragend. In den Brüstungsfächern ehemals Fußstrebenpaare oder Winkelhölzer, jetzt zugesetzte, rundbogige Aufzugsluke mit gedrehtem Taubandornament auf den Ständern. Gefüge im zweiten OG freiliegend mit einzelnen Fußstreben; sehr stark vorspringendes Dach, südlicher Hausteil tiefer, entsprechend der Dachvorkragung. | 32705606 | BW   |
| Kornstraße 7 52° 13′ 36″ N, 11° 0′ 37″ O         | Keller                            | Firstparalleler Keller liegt zum Teil unter der rückwärtigen Hoffläche und ist älter als Bausubstanz. Mindestens ausgehendes Mittelalter, spitzbogenähnlich. | 38153026 | BW   |
| Kornstraße 10 52° 13′ 35″ N, 11° 0′ 38″ O        | Wohn-/ Geschäftshaus              | Dreigeschossiger verputzter Fachwerkbau auf niveauausgleichendem Werksteinsockel unter Satteldach in Ziegelpfannendeckung. Im EG Ladeneinbauten Ende des 19. Jh. mit Pilastergliederung in Neurenaissance-Formen. EG und erstes OG in Geschossbauweise, zweites OG in Stockwerksbauweise vorkragend über profilierten Knaggen. Durchgehende Brüstungsbohlen unter den Fenstern, Traufgebälk verändert. Oben zwei Gauben später hinzugefügt. Giebelseitig Sichtfachwerk mit Ziegelausfachung, Giebel mit Ziegelpfannen verschalt. Rückwärtiges Sichtfachwerk mit Fußstrebenpaaren und als Gesims ausgearbeiteten hölzernen Gebälkverschalung am Flügelbau. | 32705626 | BW   |
| Kornstraße 11 52° 13′ 35″ N, 11° 0′ 39″ O        | Wohn-/ Geschäftshaus              | Dreigeschossiger Fachwerkbau in Stockwerksbauweise unter Satteldach in Betonpfannendeckung. EG durch Ladeneinbau verändert. Erstes und zweites OG über gerundeten Balkenköpfen und Füllhölzern leicht vorkragend. Rückwärtige Anbauten verputzt, jedoch mit freiliegendem Gefüge im zweiten OG, schlichtes Gefüge mit Fußstreben ohne Vorkragung, viele Hölzer mit Zapflöchern durch eventuelle Zweitverwendung. | 32705646 | BW   |
| Kornstraße 12 52° 13′ 36″ N, 11° 0′ 39″ O        | Wohn-/ Geschäftshaus              | Dreigeschossiger Fachwerkbau mit Drempel (von 1895) unter Satteldach in Betonpfannendeckung. Im Kern aus dem 17. Jh., Fassade von 1895. EG durch massiven Ladeneinbau verändert. OGs und Drempel mit Andreaskreuzen in Brüstungsfeldern, Hölzer gefast. | 32705668 | BW   |
| Kornstraße 13 52° 13′ 36″ N, 11° 0′ 39″ O        | Wohn-/ Wirtschaftsgebäude         | Dreigeschossiger verputzter Massivbau auf niveauausgleichendem Kellersockel mit Putzquaderung unter Satteldach in Ziegelpfannendeckung. Gekuppelte Fenster mit profilierten Sandsteingewänden aus der Erbauungszeit. Im nördlichen Hausteil Eingang aus dem 18. Jh., mit profilierter geohrter Sandsteinrahmung und Rundbogenverdachung. Im zweiten OG ehemalige profilierte rundbogige Aufzugsluke, jetzt Fenster. Freiliegendes Mauerwerk am Nordgiebel, Bruchstein mit Ziegeln ausgeflickt und ergänzt. Rückseite vollständig mit Asbestzementplatten verkleidet, Hof im EG überdacht, rückwärtiger Wirtschaftsanbau. | 32705686 | BW   |
| Kornstraße 15 52° 13′ 37″ N, 11° 0′ 39″ O        | Professorenhaus                   | Traufständiges dreigeschossiges Fachwerkhaus in Stockwerksbauweise unter Satteldach in Ziegelpfannendeckung. EG durch Ladeneinbau massiv ersetzt, südlich eine rundbogige Toreinfahrt mit Zahnschnitt und rundbogiger Seiteneingang von 1632. Vorkragenden OGs über profilierten Füllhölzern. Freistehender Südgiebel mit K-Runen verstrebt, jetzt vollständig mit Pfannen verschalt. Errichtet um 1660 für den Professor der Theologie Joachim Hildebrand. | 32705710 | BW   |
| Kornstraße 15 52° 13′ 37″ N, 11° 0′ 39″ O        | Wohnflügel                        | An der nördlichen Grundstücksgrenze stehender Seitenflügel ist ein dreigeschossiger Fachwerkbau in stockwerksweiser Abzimmerung, wobei das oberste Geschoss nachträglich gegen Ende des 19. Jh. aufgestockt wurde. Erbaut um 1700. | 32714410 | BW   |
| Kornstraße 15 52° 13′ 37″ N, 11° 0′ 39″ O        | Nebengebäude                      | Kleiner, eingeschossiger Fachwerkbau unter Satteldach mit markanten K-Verstrebungen in den Eckgefachen. Fenster nachträglich eingebaut. Erbaut um 1700. | 32714452 | BW   |
| Kornstraße 15 52° 13′ 37″ N, 11° 0′ 39″ O        | Hinterhaus                        | Zweigeschossiger verputzter Fachwerkbau mit vorkragendem OG. Fachwerkgefüge durch neue Fenstereinbauten verändert. Erbaut um 1700. | 32714431 | BW   |
| Kornstraße 17 52° 13′ 38″ N, 11° 0′ 38″ O        | Wohn-/ Geschäftshaus              | Dreigeschossiger weitgehend verputzter Fachwerkbau in Stockwerksbauweise, unterkellert, mit Satteldach in Krempziegeldeckung. EG durch Ladeneinbau vollständig massiv. Zweites ObG über gerundeten und geriefelten Balkenköpfen vorkragend. Rückwärtig zwei moderne Schleppgauben sowie freiliegende Teile des Fachwerkgefüges im ersten und zweiten OG, schlicht und ohne Vorkragung mit Fußstreben verputzte Gefache. Spätere Anbauten ebenfalls in Fachwerk. | 32705735 | BW   |
| Krumme Gasse 52° 13′ 45″ N, 11° 0′ 37″ O         | Gasse                             | Mittelalterlicher Straßenlauf „Krumme Gasse“, mit historischer Pflasterung in Kopfsteinpflaster von um 1900. | 32713501 |      |
| Krumme Gasse 1 52° 13′ 45″ N, 11° 0′ 37″ O       | Nebengebäude                      | Zweigeschossiger, langgestreckter Fachwerkbau auf polygonalem Grundriss, dem Lauf der Krummen Gasse entsprechend, mit massiv ersetzten EG und modernen Garageneinbau. Gebäude zu Wohneinheiten umgestaltet. Im Kern Fachwerk, vollständig gradflächig verputzt, mit bauzeitlichem Strebepfeiler an der Fassadenmitte. Satteldach in Ziegelpfannendeckung mit späteren Dachgauben. Rückwärtig Sichtfachwerk mit Toreinfahrt mit Inschrift im Schwellbereich, in der nördlichen Gebäudehälfte Bruchsteinmauerwerk. Wirtschaftsflügel war zur Schuhstraße 10 gehörig. | 32713606 | BW   |
| Kybitzstraße 1 52° 13′ 44″ N, 11° 0′ 38″ O       | Haupthaus; Hofanlage Kybitzstraße | Im Kern 16. bzw. beginnenden 17. Jh., rückwärtig bauzeitliche Teile der Fassade erhalten. 1681 umfangreicher Umbau, dabei Keller angelegt, Erd- und Zwischengeschoss zu einem zusammengefasst, Durchgang (Dunkles Tor) mit Inschrift errichtet und Durchfahrt im südlichen Hausteil geschlossen. Ursprünglich dreigeschossiger Fachwerkbau, Erd- und Zwischengeschoss in Geschossbauweise, jetzt zweigeschossig mit hohem Keller, außen verputzt unter Satteldach mit Krempziegeldeckung. OG vorkragend, Gebälk zu durchlaufendem Gesims profiliert, Schwelle mit Inschrift. Rückseite weitgehend massiv ersetzt, Fachwerk stark verändert, in ursprünglicher Form im Bereich des Durchgangs erhalten. | 32705755 |      |
| Kybitzstraße 2 52° 13′ 41″ N, 11° 0′ 39″ O       | Wohnhaus                          | Dreigeschossiger, traufständiger Fachwerkbau auf keramikverblendetem Sockel, unterkellert, unter Satteldach in Pfannendeckung. Erd- und erstes OG in Geschossbauweise, EG durch Ladeneinbauten stark verändert, mit klassizistischer Einfassung. Zwischen Erd- und OG des nördlichen Hausteils Riegel mit Diamantenband, darunter profiliertes Holz. Zweites OG kräftig über gerundeten Balkenköpfen vorkragend. Gestrichene Ziegelausfachung teilweise in gemusterter Steinsetzung. Rückwärtig keine Vorkragung, jedoch vorstehende Balkenköpfe. Fachwerkgefüge teils erneuert, an der Südseite (Durchgang) mit Hölzern in Zweitverwendung und Änderungen. 1896 noch Reste von Fächerrosetten erhalten. | 32705782 |      |
| Kybitzstraße 3 52° 13′ 42″ N, 11° 0′ 39″ O       | Wohnhaus                          | Dreigeschossiger, traufständiger Fachwerkbau in Stockwerksbauweise, ursprünglich mit stark vorkragenden Obergeschossen. Niveauausgleichenderverputzter Sockel, Satteldach mit mittigen Zwerchhaus und Drempel, mit Hohlpfannen gedeckt. EG 1947 durch Ladeneinbau massiv ersetzt. Regelmäßiges Fachwerkgefüge mit seitlichen Andreaskreuzen über zwei Gefache sowie mittig in den Brüstungsgefachen. Gebälk über erstem und zweitem OG mit breiter leicht profilierter Bohle verblendet. Zwerchhaus mit profilierten Rundbogengiebel. Fassade 1886 vollständig erneuert. | 32705805 |      |
| Kybitzstraße 4 52° 13′ 42″ N, 11° 0′ 39″ O       | Wohnhaus                          | Dreigeschossiger Fachwerkbau in Stockwerkbauweise auf Werksteinsockel, unterkellert, mit Satteldach in Hohlpfannendeckung. Haustür mit originaler geschnitzter Einfassung mit Zahn- und Kerbschnittmuster. Erstes und zweites OG vorkragend. In den Brüstungsgefachen beider Geschosse Andreaskreuze. Unter der Traufe Füllhölzer in Schiffskehlform mit Kerbschnittmuster, die Knaggen schlichter. Der nördliche etwas spätere Hausteil dem ersten weitgehend angepasst, leicht versetzt angefügt, erstes OG weniger stark auskragend. Eckständer verdoppelt und angeflickt, mit Eisenklammer zusammengehalten. Ausfachung teilweise in gemusterter Steinsetzung, Hohlpfannenbehang oberhalb des ersten OG. Am zweiten OG der Rückseite keine Vorkragung, jedoch vorstehende Balkenköpfe. Gefüge leicht verändert, am südlichen Hausteil späterer Anbau teils Fachwerk, teils massiv.                                                             | 32705823 |      |
| Kybitzstraße 5 52° 13′ 43″ N, 11° 0′ 39″ O       | Wohnhaus                          | Zweigeschossiger, traufständiger und langgestreckter Fachwerkbau in Stockwerksbauweise auf Werksteinsockel, teilunterkellert, unter Satteldach in Hohlpfannendeckung mit ausgebauten DG und modernen Schleppgauben. Schlichtes regelmäßiges Fachwerkgefüge mit Streben über zwei Gefache und gekuppelten Stielen. Ursprünglich durchlaufende angeblattete Gesimsbohle über der Schwelle des OG. | 32705848 |      |
| Kybitzstraße 6 52° 13′ 43″ N, 11° 0′ 39″ O       | Wohnhaus                          | Dreigeschossiger stark verputzter Fachwerkbau mit keramikverblendeten EG unter Satteldach mit Hohlpfannendeckung. EG massiv ersetzt. Erstes OG schwach vorkragend. Gesims- und Fensterrahmungen aus profilierten Brettern. Im Kern Fachwerkhaus aus zweiter Hälfte 17. Jh., heutiges Erscheinungsbild aus dem 19. Jh. | 32705866 | BW   |
| Kybitzstraße 7 52° 13′ 44″ N, 11° 0′ 39″ O       | Wohnhaus                          | Dreigeschossiger Fachwerkbau mit massiven EG auf hohen Sandsteinsockel, unterkellert, unter Satteldach in Betonpfannendeckung. 1934 Ausbau von Ober- und DG, die traufseitige Seite durch schlichtes Fachwerk ersetzt. Am Giebel Teile des alten Gefüges erhalten, mit besonders reichen Gebälk im zweiten OG. In Brüstungsbohlen Fächerrosetten, friesartig angeordnet. Punktiert und mit Tauband sowie ähnlichen Ornamenten gefasst. Giebeldreieck mit Asbestplattenbehang. Rückwärtig schlichtes Gefüge tw. erhalten, zum Haus gehöriger Teil des Anbaus weitgehend massiv ersetzt. | 32705884 |      |
| Kybitzstraße 8 52° 13′ 45″ N, 11° 0′ 39″ O       | Wohnhaus                          | Stark verputzter Fachwerkbau auf verputzten Sockel, unterkellert, unter Satteldach in Hohlpfannendeckung, an freistehender Seite halb abgewalmt. 1842 vom Bauherrn Leinewebermeister A. Schulze errichtet. Östlich angeschlossen ein moderner Anbau. | 32705902 | BW   |
| Kybitzstraße 9 52° 13′ 45″ N, 11° 0′ 39″ O       | Wohnhaus                          | Zweigeschossiger Bau, weitgehend massiv, innen und rückwärtige Wand des OGs in Fachwerk. Auf Werksteinsockel, teilunterkellert, unter Satteldach in Hohlpfannendeckung mit Zwerchgiebel. Durch Aufstockung von 1910 dreigeschossig. Erstes OG mit vorgeblendetem Fachwerk, zweites OG in Fachwerk verputzt und verbrettert. Rückwärtige Front zweigeschossig mit breiten mittigen Zwerchhaus und modernen Lichtgaden im Dach. Fachwerkgefüge mit einzelnen Fußstreben und Streben über zwei Gefache durch Fenstereinbau verändert. Im EG tw. erhaltene profilierte Fenstereinfassungen sowie Türeinfassung mit Segmentbogenoberlicht in Sandstein. | 32705920 |      |
| Kybitzstraße 13 52° 13′ 46″ N, 11° 0′ 40″ O      | Wohn-/ Wirtschaftsgebäude         | Stark veränderter zweigeschossiger Bau mit Querdiele auf verputzten Werksteinsockel, unter Satteldach in Krempziegeldeckung. EG massiv, OG in Fachwerk. Profilierte Sandsteineinfassung der Fenster. Im nachträglich vorgezogenen EG rustiziertes Rundbogenportal mit Andeutung von Pilastern mit Sockel und Kapitell. Im OG Teile des alten Fachwerks erhalten. Im versetzten nördlichen Hausteil scheinrekonstruierte Vorkragung, oben erhaltene Fußstrebenpaare. Traufauskragung, Balkenköpfe des nördlichen Teils mit breiter Wulst. | 32705995 | BW   |
| Kybitzstraße 14 52° 13′ 47″ N, 11° 0′ 40″ O      | Wohnhaus                          | Dreigeschossiger Fachwerkbau auf Sockel unter Satteldach in Betonpfannen- und Hohlpfannendeckung. Straßenfassade massiv vorgeblendet, EG eventuell schon originär massiv. Freiliegendes rückwärtiges Fachwerkgefüge in Stockwerksbauweise, stärker verändert, mit einzelnen Fußstrebenpparen und verputzter Ausfachung. | 32706019 |      |
| Kybitzstraße 16 52° 13′ 47″ N, 11° 0′ 40″ O      | Wohnhaus                          | Zweigeschossiger Fachwerkbau in Stockwerksbauweise als Eckgebäude auf Bruchsteinsockel, unterkellert, abgewalmtes Satteldach in Ziegelpfannendeckung. OG leicht vorgekragt. In den Brüstungsfeldern des OG teilweise Andreaskreuze, Gefüge im EG teils verändert. Im Süden späterer Anbau um eine Fensterachse, im Gefüge und Gebälk angeglichen. Haustür vertieft und fünf Stufen hoch liegend. Nordgiebel mit Asbestplatten-Behang. | 32706037 |      |
| Kybitzstraße 17 52° 13′ 47″ N, 11° 0′ 39″ O      | Wohnhaus                          | Schlichter, traufständiger und zweigeschossiger Fachwerkbau in Stockwerksbauweise auf verputzten Sockel unter Satteldach in Krempziegeldeckung mit überhöhten Giebel. Kaum verändertes regelmäßiges Fachwerkgefüge mit gekuppelten Stielen und Streben über zwei Gefache. Ausfachung in gestrichener Ziegelsetzung. Errichtet für Dachdeckermeister Bondiek. | 32706061 |      |
| Kybitzstraße 18 52° 13′ 46″ N, 11° 0′ 39″ O      | Wohnhaus                          | Schlichter, traufständiger und zweigeschossiger Fachwerkbau in Stockwerksbauweise auf verputzten Sockel unter Satteldach in Krempziegeldeckung mit später aufgesetzter Schleppgaube sowie überhöhten Giebel. Kaum verändertes regelmäßiges Fachwerkgefüge mit gekuppelten Ständern und Streben über zwei Gefache. Gestrichene Ziegelausfachung, EG durch Türversetzung verändert. Für Dachdeckermeister Bondiek errichtet. | 32706079 |      |
| Kybitzstraße 19 52° 13′ 46″ N, 11° 0′ 39″ O      | Wohnhaus                          | Zweigeschossiger Fachwerkbau in Stockwerksbauweise auf verkleideten Sockel, unterkellert, mit Satteldach in Ziegelpfannendeckung mit Aufschiebling. OG über schlichten Balkenköpfen leicht vorkragend. Unterkante der Schwelle geschuppt, schlichte Füllhölzer, an unterer Kante Wulst mit typischem Kerbschnitt, unter der Traufe ist die Schwelle ebenso gestaltet. Im Schwellbalken eine geschnitzte Inschrift. Im OG Brüstungsfelder mit Fußstrebenpaaren, hier Fenster vergrößert, dabei Brüstungslangriegel teilentfernt. Gefüge des EG im 19. Jh. erneuert. Südgiebel und Rückseite mit Ziegelpfannenbehang. Im Norden mit Bauwich. | 32706097 |      |
| Kybitzstraße 19a 52° 13′ 46″ N, 11° 0′ 39″ O     | Wirtschaftsgebäude                | Zweigeschossiges ehemaliges Fachwerkgebäude auf Werksteinsockel unter Satteldach in Krempziegeldeckung. EG später massiv ersetzt, OG in Fachwerk erhalten, vorkragend über ursprünglich gerundeten, jetzt weitgehend erneuerten Balkenköpfen (an Südecke noch original).. Einfahrt ehemals fast mittig. Um 1900 Ladeneinbau, seit 1901 von Nr. 19 entkoppelt. | 32706121 |      |
| Kybitzstraße 20 52° 13′ 46″ N, 11° 0′ 38″ O      | Wohn-/ Wirtschaftsgebäude         | Zweigeschossiger Fachwerkbau in Stockwerkbauweise auf verputzten Werksteinsockel, teilunterkellert, unter Satteldach in Krempziegeldeckung und Aufschiebling mit Zwerchhaus mit Dreiecksgiebel. EG durch Einbauten stark verändert. Im OG regelmäßiges Gefüge mit Fußstrebenpaaren und gestrichener Ausfachung in Ziegelziersetzung. Zwerchhaus vorkragend. Gefüge wie OG, Schwelle und Füllhölzer durch profilierte Bohle überdeckt. | 32706139 |      |
| Kybitzstraße 21 52° 13′ 45″ N, 11° 0′ 38″ O      | Wohnhaus                          | Zweigeschossiger traufständiger Fachwerkbau in Stockwerkbauweise auf Werksteinsockel, unterkellert, unter Satteldach in Pfannendeckung. Im EG geohrte Türeinfassung mit erhöhten, eingezogenen Eingangstür. OG minimal vorgekragt. Zwerchhaus mit kräftigen, profilierten und dreiseitig umlaufendem Traufgesims, ehemals mit geschwungenem Giebelabschluss. Rückwärtig schlichtes Fachwerk ohne Vorkragung sowie spätere Fachwerkanbauten. | 32706157 |      |
| Kybitzstraße 22 52° 13′ 45″ N, 11° 0′ 38″ O      | Wohnhaus                          | Zweigeschossiger Bau in Stockwerksbauweise, EG massiv unterfangen, mit vorgelegter dreistufiger Treppe, unter Satteldach in Hohlpfannendeckung mit Aufschiebling. EG in Bruchsteinmauerwerk, mit mittig disponiertem zugesetzten Torbogen, darin reich verzierte Tür mit schmiedeeiserner Vergitterung mit Initialen „HB“, Ende 19. Jh., darüber ein Schlussstein mit Relief mit Mörser mit Stößel und zwei Blütenzweigen. Fachwerkgefüge des OG durch Fenstereinbau verändert. OG kragt vor. Grundriss nach Struktur einer Durchgangsdäle gestaltet. | 32706180 |      |
| Kybitzstraße 23 52° 13′ 44″ N, 11° 0′ 38″ O      | Wohnhaus                          | Dreigeschossiger Bau mit straßenseitig aufgestocktem DG zum Ende 19. Jh., mit massiven verputzen EG, unterkellert, unter Satteldach in Ziegelpfannendeckung. Im EG Rundbogenportal von Gebälk tragenden schlanken Säulen flankiert. Fenster im EG mit profilierter Holzeinfassung. OG in Fachwerk über gerundeten und geriefelten Balkenköpfen vorkragend auch am Giebel (Stichgebälk). Rückwärtig ehemalige Querdielen zugebaut, erkennbares Rundbogentor erhalten. Schlichtes Fachwerk des OGs an der Rückseite nur durch Fenstervergrößerungen verändert, davor späterer Umgang. | 32706203 |      |
| Kybitzstraße 23 52° 13′ 45″ N, 11° 0′ 37″ O      | Einfriedung                       | Hofeinfriedung am Verlauf der mittelalterlichen Straße Krumme Gasse. Massive ca. 2 m hohe Einfriedung aus teils originalem Bruchsteinmauerwerk um den rückwärtigen Wirtschaftshof des zugehörigen Haupthauses mit Anbauten. Mauerkronen mit Ziegelpfannen im straßenseitig ausgerichteten Gefälle gedeckt. | 32715657 | BW   |
| Kybitzstraße 24 52° 13′ 44″ N, 11° 0′ 38″ O      | Professorenhaus                   | Zweigeschossiger Eckbau auf höhenverspringenden Bruchsteinsockel, unter Satteldach mit ehemaligen Aufzugserker und Dachgaube, in Krempziegeldeckung. An der Südseite durch Bruchsteinmauer vom Nachbargebäude getrennt. EG–Wände aus Bruchsteinmauerwerk. Fassade in der Kybitzstraße aus Fachwerk, im OG mit gekuppelten Ständern erneuert. Im EG die alten Ständer, jedoch stärkere Veränderungen durch Fenster- und Türeinbauten, Teile des Gefüges wohl massiv ersetzt. Gebälk durch profilierte Bretter verblendet, der Dacherker vorkragend. An Giebelseite und Anbau noch ursprüngliches Fachwerkgefüge in den OGs. Gefüge im Giebeldreieck verändert. In Verlängerung des Seitenflügels Krumme Gasse niedrige in Fachwerk überbaute Durchfahrt. | 32706228 |      |
| Kybitzstraße 25 52° 13′ 43″ N, 11° 0′ 38″ O      | Professorenhaus                   | Straßenseitig dreigeschossiger Fachwerkbau in Stockwerksbauweise auf ziegelverblendeten Kellersockel unter Satteldach in Ziegelpfannendeckung. OGs sind leicht vorkragend, mit einem als durchlaufendes profiliertes Gesims gestaltetem Gebälk. Fachwerkgefüge durch Fenstervergrößerungen verändert; im zweiten OG zugesetzte Aufzugsluke. Ausfachung in gestrichener und teilweise verputzter Ziegelsetzung. Fenster und Tür um 1905 einheitlich mit Jugendstil-Holzrahmungen versehen. Von um 1905 auch das Einfahrtstor der später angefügten zweigeschossig überbauten Durchfahrt, dem Hauptbau angeglichen. Südwand des Hauptbaus in der Durchfahrt mit sehr breiten halben Riesen, im massiven Teil Stein mit Inschrift. | 32706252 |      |
| Kybitzstraße 26 52° 13′ 43″ N, 11° 0′ 38″ O      | Wohnhaus                          | Zweigeschossiger verputzter Massivbau auf niveauausgleichendem verputzten Sockel, unterkellert, ausgebautes DG mit Drempel unter Satteldach in Krempziegeldeckung. Eingangsbereich zu den Ladeneinbauten in Arkandenbögen. EG der Seitenteile in Putzquaderung. In den OGs kräftige profilierte Gesimse sowie profilierte Fenstereinfassungen und –verdachungen, diese auf Konsolen. Blendnischen im Drempel, unter der Traufe Konsolenfries mit Rosetten. Mittelrisalit, durch Fenstergestaltung besonders betont, ein dreiachsiges Zwerchhaus mit späterem Dreiecksgiebel. Gebäude Rückwärtig in Fachwerk. Unter dem Vorderhaus Keller, darunter zwei Gewölbekeller die miteinander verbunden sind (Durchgang zugemauert) und tw. unter Hinterhoffläche liegen. L-förmiges Hintergebäude in Fachwerkbauweise, zweigeschossig unter Pultdach mit älteren Fenstern und Türen, in Ziegelausfachung, teilweise verputzt, teilweise backsteinsichtig. | 32706276 |      |
| Kybitzstraße 27 52° 13′ 42″ N, 11° 0′ 38″ O      | Wohnhaus                          | Dreigeschossiger verputzter Bau, rückwärtig Fachwerk, sonst massiv, auf verputzten Kellersockel unter Satteldach in Ziegelpfannendeckung. Gewölbekeller. Horizontale Gebäudegliederung durch geschosstrennendes Gesims und Sohlbankgesimse. Im EG mit seitlichem Volutendekor, im ersten OG geohrt und mit stuckornamentierten Bekrönungen. Die mittleren beiden Fenster gekuppelt, daneben zwei farbig gefasste Relief-Medaillons: links mit männlicher Gestalt mit Schriftrolle und Buch sowie Umschrift „Gott grüß die Kunst“, Wappen rechts. Darüber im zweiten OG Drillingsfenster. | 32706300 |      |
| Kybitzstraße 28 52° 13′ 42″ N, 11° 0′ 38″ O      | Wohnhaus                          | Dreigeschossiger schlichter Rohziegelbau, Rückseite in Fachwerk, mit Drempel unter Satteldach auf Sandsteinquadersockel, unterkellert. Sohlbankgesimse aus Sandstein, Brüstungsbereich im ersten OG in Ziegelziersetzung, überhöhte Giebelseiten. 1888 vom Schuhmachermeister Brennecke errichtet. | 32706325 | BW   |